# Escenaris de la Mediterrània, l'Orient Mitjà i l'Àfrica de la Segona Guerra Mundial
Durant la Segona Guerra Mundial, el Front del Mediterrani va cobrir la lluita entre les potències aliades i les Forces de l'Eix per aconseguir el domini de la mar Mediterrània i dels països riberencs. Els esporàdics combats entre la Itàlia feixista de Benito Mussolini i la Luftwaffe i els submarins alemanys d'Adolf Hitler contra la Royal Navy i la RAF, van caracteritzar el front naval de la Mediterrània. Al sud d'Europa, les campanyes fallides italianes en els Balcans, van motivar una resposta alemanya que va concloure amb la subjugació de les nacions balcàniques. Al nord d'Àfrica els alemanys de l'Afrika Korps i els seus aliats italians es van enfrontar als anglesos pel control de Líbia i Egipte. La guerra de partisans a Iugoslàvia i Grècia, la conquesta aliada d'Àfrica del Nord i la consegüent invasió d'Itàlia en 1943, completen aquest front relativament secundari de la guerra.
Els combats al Sud d'Europa, el Nord d'Àfrica i la Mar Mediterrània durant la Segona Guerra Mundial es poden dividir en sis campanyes:
- La campanya de l'Eix als Balcans: Guerra italo-grega, Invasió de Iugoslàvia, Operació Marita i la batalla de Creta
- La guerra de subministraments al Mar Mediterrani: Batalla de la Mediterrània
- La lluita partisana als Balcans
- La campanya d'Àfrica del Nord: Campanya del nord d'Àfrica
- La invasió d'Itàlia: Campanya d'Itàlia
- El desembarcament al sud de França: Operació Dragoon.

Els països que van destacar una part important dels seus exèrcits a aquest front van ser Alemanya, Austràlia, Canadà, Croàcia, Estats Units, França (França Lliure i França de Vichy), Gran Bretanya, Índia, Itàlia, Nova Zelanda, Polònia i Sud-àfrica. Els partisans i guerrillers de Grècia i Iugoslàvia també es van enfrontar a les tropes de les forces de l'Eix en condicions similars a les d'un exèrcit organitzat. Per la seva banda, també hi van participar tropes de Brasil i altres països de la Mancomunitat de Nacions, si bé les seves contribucions no van ser determinants. Encara que part de la lluita es va dur a terme a Albània, Algèria, Egipte, Líbia, Marroc i Tunísia, les tropes d'aquests països no hi van combatre o el seu suport va ser esporàdic.

## Les forces enfrontades

### Les potències de l'Eix

#### Itàlia
Itàlia va entrar en guerra el 10 de juny de 1940 i, en aquesta data, les seves forces armades eren nombroses a nivell orgànic, però mal organitzades i amb un armament tecnològicament endarrerit: el Regio Esercito guarnia extensament els territoris colonials, però amb una dotació escassa de tropes mecanitzades, l'equipament de les quals encara mancava de mitjans moderns, i l'artilleria es remuntava a la Primera Guerra Mundial o fins i tot abans; el nombre total de tropes ascendia a 1.432.000 homes, una xifra que va augmentar al juliol fins a 1.800.000, i es va situar en 1.600.000 homes al final de l'any. Les divisions disponibles per a Itàlia eren 75, dividits de la següent manera: 45 d'infanteria, 5 alpines, 3 blindats, 3 ràpides (mixtes de cavalleria i vehicles blindats), 3 autotransportables9 autotransportables "tipus nord d'Àfrica", 2 motoritzades, 2 d'infanteria líbia i 3 de milícies; el gruix d'aquestes unitats es trobaven a la península (55 divisions, de les quals 21 a la frontera amb França, 5 a la frontera amb Iugoslàvia, 25 a reserva al centre d'Itàlia, 2 a Sardenya i 2 a Sicília), amb altres tropes a Líbia (el Cinquè Exèrcit a Tripolitània i el Desè a Cirenaica, amb un total de 14 divisions i diverses unitats autònomes), a Albània (el XXVI Cos amb 5 divisions albaneses i diverses unitats albaneses no dividides), al Dodecanès (una divisió) i a l'Àfrica Oriental Italiana (dues divisions, 29 brigades indígenes i diversos departaments menors). Les existències de matèries primeres i combustible atorgaven una autonomia limitada a les forces armades i una capacitat de reintegració molt baixa, cosa que va posar la màquina de guerra italiana en condicions d'armar de manera moderna només dues divisions de l'exèrcit a l'any.
L'Exèrcit Reial també podria disposar d'un cert nombre de departaments "estrangers", reclutats de regions sota dominació italiana. Dues divisions d'infanteria es van formar poc després de l'esclat del conflicte amb els batallons d'ascars libis ja constituïts; aquestes dues divisions van ser aniquilades pels britànics durant l'Operació Compàs i mai no es van reconstituir. Altres departaments libis incloïen diverses companyies de guarnició autònomes, un batalló de paracaigudistes (el batalló "Fanti dell'Aria", la primera unitat de paracaigudistes de l'exèrcit italià) i diverses companyies de meharistes per al control de les zones del desert del sud.

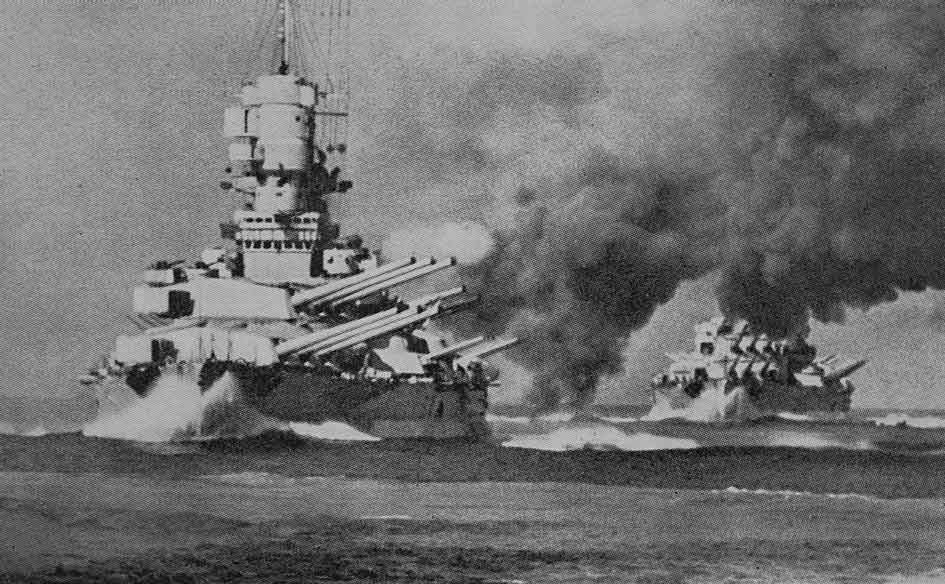
El cuirassat italià Vittorio Veneto durant la batalla del Cap Teulada

Després de l'ocupació italiana del Regne d'Albània a l'abril de 1939, les unitats albaneses van ser incorporades a les forces armades italianes; a l'octubre de 1940 (la vigília de l'atac italià a Grècia), l'exèrcit italià va llançar 6 batallons d'infanteria albanesa, 2 batallons antiaeris, 5 batallons irregulars i 2 batallons de camises negres albanesa, a més de diversos altres elements que es van allistar a l'aire i a la marina. El comportament de les tropes albaneses en el conflicte amb Grècia va resultar decebedor, i després d'això la major part de les tropes albaneses van ser assignades a guarnició i combatre els partisans a Kosovo i Macedònia.
La Regia Marina tenia una forta consistència numèrica, podent comptar, al començament del conflicte, amb 6 cuirassats, 7 creuers pesats, 12 creuers lleugers, 59 destructors, 71 torpediners i 117 submarins, així com altres vaixells menors (fins i tot si es diu que en el moment de l'entrada a la guerra només hi havia dos cuirassats llestos per utilitzar); i durant el conflicte, a aquestes forces també se'ls va sumar un cuirassat, 3 creuers lleugers, 13 destructors (7 dels quals eren preses franceses o iugoslaves) i 39 submarins (10 dels quals eren preses franceses o iugoslaves). La flota italiana era moderna i competitiva a nivell internacional, però pesaven greus defectes, principalment a causa d'eleccions polítiques i estratègiques, com la manca de portaavions i una autèntica aviació de la marinai la decisió de no per equipar les unitats amb eines de detecció d'amenaces com el radar i el sonar.
La Regia Aeronautica tenia un nombre adequat d'avions, comptant en l'esclat del conflicte, amb 783 bombarders, 594 caces i 426 naus de reconeixement, no obstant això, pretenia no augmentar, ni tan sols disminuir progressivament amb pèrdues creixents, a causa de la incapacitat de les indústries italianes per garantir una producció massiva al mateix temps que els requisits bèl·lics. A més, la majoria d'aquests eren models de concepció si no ja superada, del tot obsoleta; quan finalment es van posar en servei els avions moderns (com els caces Macchi MC202 o Reggiane Re.2001), la indústria italiana només va poder produir quantitats limitades. A més, la presència al servei de models molt diversificats va fer que el sistema logístic fos molt complicat.

#### Alemanya

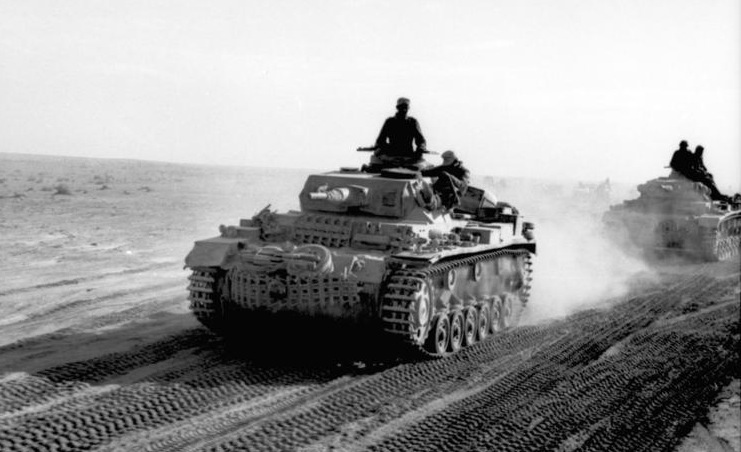
Columna de tancs Panzer III alemanys del pertanyents a l'Afrikakorps

Alemanya no considerava el front mediterrani un teatre estratègic prioritari, tenint com a eix privilegiat l'est-oest, amb l'objectiu de conquerir els enormes territoris, rics en recursos naturals de la Unió Soviètica a l'est i derrotar la Gran Bretanya a l'oest i França; per aquestes raons, no es va destinar cap dispositiu militar alemany a la Mediterrània al començament del conflicte. Tanmateix, l'evolució de la situació militar al teatre i les derrotes italianes a l'Àfrica, Grècia i al mar van fer que es destinessin enormes unitats de la Wehrmacht. Per tant, diverses dotzenes de submarins van entrar al Mediterrani i van causar greus pèrdues als aliats, però amb pèrdues igualment importants entre els vaixells. Allà, la Luftwaffe es va desplegar sobre Malta i el nord d'Àfrica amb el  X. Fliegerkorps fins a la seva retirada per a ser utilitzat a la Unió Soviètica.

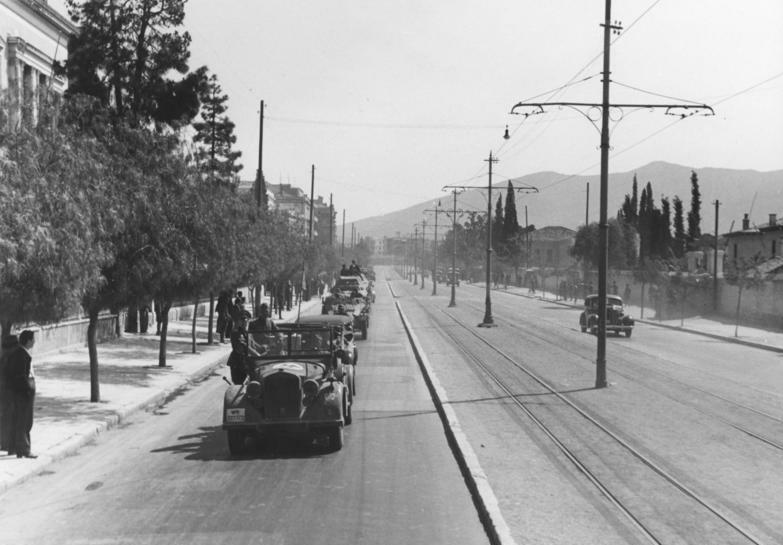
L'entrada de la 5a divisió Panzer alemanya a Atenes el 27 d'abril de 1941

L'ús de l'exèrcit alemany al sector mediterrani va començar a mitjans de febrer de 1941, quan el general Erwin Rommel va arribar a Trípoli amb el primer nucli del Deutsches Afrikakorps (o DAK); compost inicialment per dues divisions, el DAK es va anar ampliant progressivament amb enviaments de noves unitats des d'Alemanya, elevant-se al rang d'exèrcit blindat (el Panzerarmee Afrika) el gener de 1942. A finals de 1942, el nombre de forces alemanyes desplegades al nord d'Àfrica es va incrementar encara més amb la creació a Tunísia del 5. Panzerarmee, comandat pel general Hans-Jürgen von Arnim, al seu torn es va reunir amb el Panzerarmee Afrika (rebatejat com a primer exèrcit italià des de febrer de 1943) en un grup d'exèrcits (Heeresgruppe Afrika) sota el comandament del mateix Rommel; aquesta formació es va dissoldre després de la derrota a Tunísia.

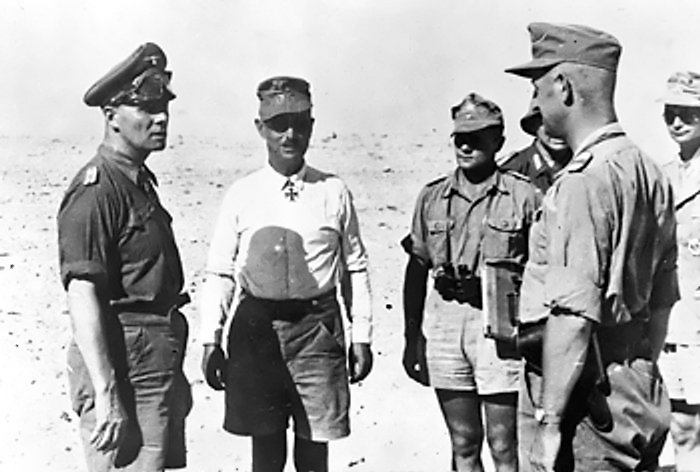
El general alemany Erwin Rommel (esquerra) al front africà el 1942

Les tropes alemanyes van entrar en acció als Balcans, a l'abril de 1941, quan dos exèrcits, el Segon, comandada pel general Maximilian von Weichs, i el Dotzè, comandat per mariscal Wilhelm List, recolzada pel VII. Fliegerkorps de la Luftwaffe van envair Iugoslàvia i Grècia. El 12. Armee va romandre com a força d'ocupació a Grècia fins a les darreres etapes del conflicte, sent elevat al rang de grup de l'exèrcit (Heeresgruppe E) el gener de 1943; en aquest sentit, la unitat va participar en la campanya del Dodecanès i en la massacre de Cefalònia.
Les tropes alemanyes van participar en la campanya italiana des de les primeres etapes de Sicília, assumint un paper central després de la rendició dels italians; la principal unitat alemanya responsable de les operacions a la península era el Heeresgruppe C del mariscal de camp Albert Kesselring, que controlava dos exèrcits, el Desè, comandat pel general Heinrich von Vietinghoff, i el Catorzè, comandat pel general Eberhard von Mackensen.
Després de l'ocupació de la França de Vichy el novembre de 1942, es va formar una nova formació per guarnir els territoris ocupats: el Heeresgruppe G era responsable tant de la defensa de la costa atlàntica francesa com de la costa mediterrània; aquesta última tasca va ser confiada al Dinovè Exèrcit, comandat pel general Fredrich Wiese, una formació que consistia principalment en unitats de guarnició o de segon nivell.

### Els aliats

#### Regne Unit

El general anglès Bernard Montgomery, comandant del 8è Exèrcit britànic

El Regne Unit podia comptar amb grans recursos humans i materials, però havia de custodiar els vasts territoris de l'Imperi Britànic. Les principals unitats navals britàniques desplegades a la Mediterrània es van reunir a la Flota mediterrània amb seu a Alexandria,a la qual es va afegir, després de la derrota de França el juny de 1940, la Força H amb seu a Gibraltar; aquestes dues unitats van suportar el pes dels enfrontaments navals al sector mediterrani, des de la lluita per proveir l'illa de Malta fins als atacs contra la flota italiana i els combois de l'Eix, fins a concloure amb les grans operacions amfíbies del període 1943-1944.

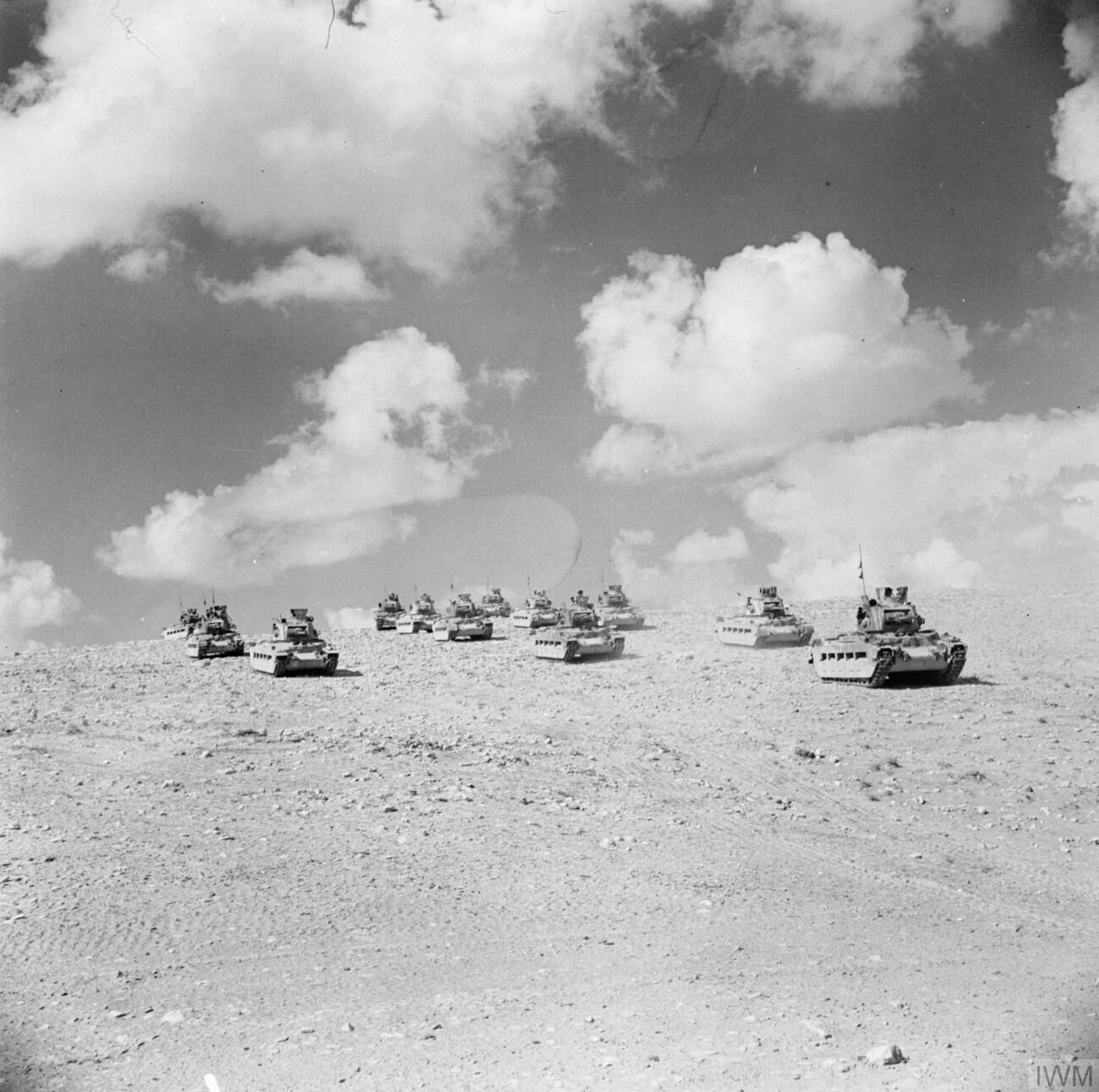
Formació de tancs britànics Mk II Matilda prop de Tobruk

Durant el conflicte, les unitats terrestres i aèries britàniques es van traslladar al teatre mediterrani, per traslladar-les segons calgués; la unitat de l'exèrcit britànic més emprada al teatre mediterrani va ser, sens dubte, el Vuitè exèrcit britànic, hereu de l'anterior Força del Desert Occidental amb seu a Egipte; l'exèrcit incloïa diverses divisions d' infanteria i cuirassats britànics (la més famosa de les quals va ser la 7a Divisió Blindada, distingida en els combats al nord d'Àfrica), però també diverses unitats de forces especials, sovint en nombre reduït, inclosa la més coneguda, el Special Air Service, el Grup del Desert de Llarga Distància i l'Exèrcit Privat de Popski. El 8è exèrcit també incloïa un gran nombre de tropes dels dominis, que també proporcionaven unitats aèries i navals.
L'Àfrica de Sud va enviar dues divisions al nord d'Àfrica, la 1a i la 2a, present a la Segona batalla d'El Alamein; la 1a divisió d'infanteria es va transformar llavors en una unitat blindada (la 6a divisió blindada sud-africana), i en aquesta capacitat va participar en la campanya italiana. Les unitats de la Força Aèria Sud-africana van operar al nord d'Àfrica a partir de l'abril de 1942 i els esquadrons 1, 12, 21 i 24 van participar des de Malta en la invasió de Sicília, mentre que els esquadrons 25 i 30 formaven part de la Força Aèria dels Balcans.

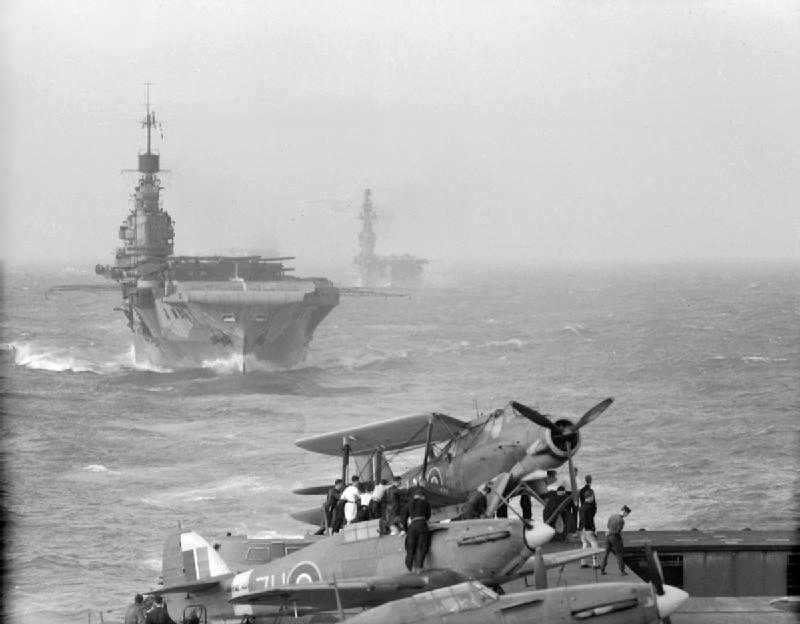
El portaavions britànic HMS Eagle, pertanyent a la Força H, estacionat a Gibraltar

Austràlia va enviar dues divisions d'infanteria (la 6a i la 9a) al nord d'Àfrica, unitats que es van distingir durant l'operació Compass, el setge de Tobruk, la campanya grega i les batalles d'El Alamein; Les tropes terrestres australianes van ser retirades del sector mediterrani a finals de 1942 per ser enviades al front del Pacífic per defensar la seva terra natal de l'amenaça japonesa. Nova Zelanda va enviar a la Mediterrània la seva 2a Divisió (en la qual hi havia una unitat, el 28è batalló (maoris), compost gairebé íntegrament per indígenes maoris), molt emprats a Grècia i Creta, El Alamein i Tunísia; transformada en unitat blindada, va participar en la campanya italiana fins al final de les hostilitats. Les unitats navals australianes i neozelandeses van ser agregades des del principi a la flota mediterrània britànica, com en el cas del creuer HMAS Sydney que va participar en la batalla del Cap Spada.
El front mediterrani va ser també la primera oportunitat important d'ocupació de la Segona Guerra Mundial (si s'exclou la incursió contra Dieppe) per a les unitats de l'exèrcit canadenc: dues divisions (la 1a divisió d'infanteria canadenca i la 5a divisió canadenca (blindada)) van participar en la campanya italiana des de la invasió de Sicília, formant, el novembre de 1943, un cos d'exèrcit autònom (el I Canadian Corps). Diverses unitats de la Royal Canadian Air Force i la Royal Canadian Navy van participar en les operacions a la Mediterrània des de finals de 1943.
L'exèrcit britànic indi va subministrar nombroses divisions d'infanteria índies per al sector mediterrani, entre les quals destacava la 4a divisió d'infanteria índia ; les divisions índies incloïen un gran nombre d'unitats de diverses àrees geogràfiques del subcontinent, incloent-hi així sikhs, balutxis, jats i molts altres, inclosos, en particular, els famosos gurkhes nepalesos.

#### França

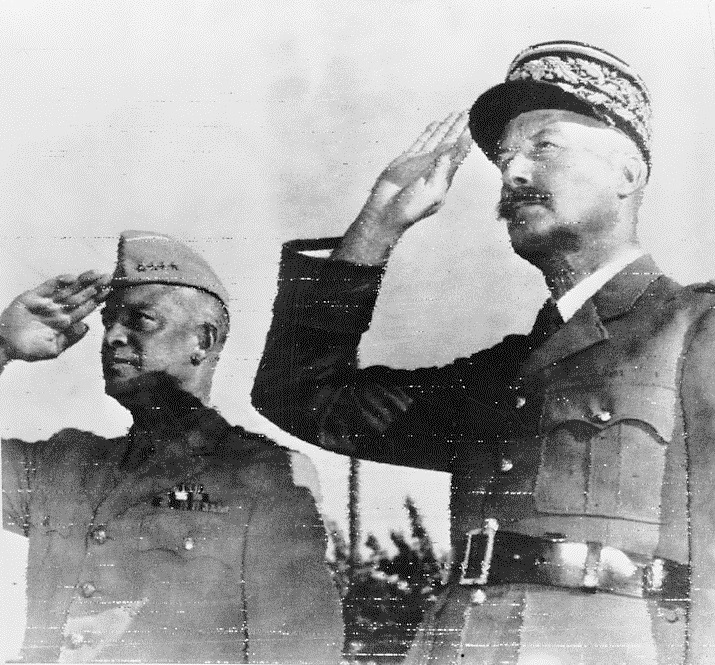
Els generals Henri Giraud (dreta) i Dwight D. Eisenhower a Alger el 1943

França tenia un exèrcit nacional numèricament fort amb un armaments relativament modern. El seu enfocament tàctic es basava en la defensa del territori nacional a través de fortificacions estàtiques, la línia Maginot, que s'estenia des de Suïssa fins a Bèlgica, suposant que la neutralitat dels Països Baixos es respectaria com a la Primera Guerra Mundial. D'altra banda, les seves unitats blindades, tot i que equipades amb mitjans molt nombrosos i moderns, encara s'estructuraven i s'utilitzaven de manera antiquada, malgrat els estudis teòrics del llavors coronel Charles de Gaulle, i eren vistos més com a grups mòbils de reserva i exploració per utilitzar-los de manera fraccionada en lloc de com a masses de maniobra. El seu imperi colonial era vast i ric en recursos, gairebé tots allunyats de la influència d'Alemanya i Itàlia, i acollia bases navals, com Dakar i Mers el-Kebir. La seva flota era comparable a la italiana com a potència, però tampoc tenia portaavions de facto, excepte l'obsolet Béarn. L'aviació comptava amb avions moderns, com ara el caça Dewoitine D.520 i el bombarder Bloch MB 170, però en nombre limitat, i molts vehicles eren obsolets.

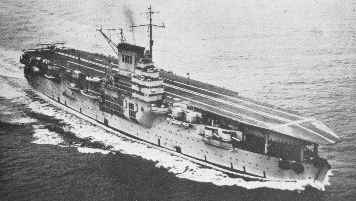
El portaavions francès Béarn.

La majoria de les forces franceses van abandonar l'escena després de la derrota del juny de 1940, mantenint-se lleials al govern de Vichy; el moviment de la França Lliure del coronel de Gaulle només podia reunir uns quants milers de seguidors, tot i que una brigada de francesos lliures va lluitar amb el 8è exèrcit britànic al nord d'Àfrica, distingint-se durant la batalla de Bir Hakeim. La situació va canviar després dels esdeveniments de l'operació Torxa, quan la major part dels departaments colonials francesos del nord d'Àfrica van passar al bàndol dels aliats: un Corps Expéditionaire Français (format en gran part per tropes marroquines i algerianes)) sota el general Alphonse Juin va lluitar a Itàlia, distingint-se en la batalla de Montecassino i demostrant ser decisiu per trencar la línia Gustav; al mateix temps, però, els departaments colonials francesos van cometre greus delictes contra la població civil italiana (els anomenats "marroquins "). Retirat del front italià el juny de 1944, el cos es va reforçar amb tropes franceses addicionals per formar el nou 1r exèrcit dirigit pel general Jean de Lattre de Tassigny, que a l'agost següent va participar en els desembarcaments al sud de França.

#### Altres països

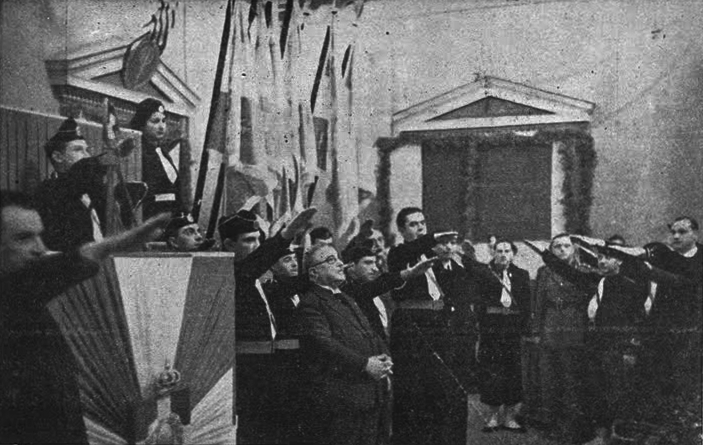
El primer ministre grec Ioannis Metaxas, a una reunió de l'organització feixista Organització Nacional de la Juventut (EON), el 1938

D'altres països costaners que participen en operacions al teatre, cal esmentar Grècia i Egipte. Grècia, un país pobre governat per una monarquia constitucional i també amb un govern autoritari pro-feixista dirigit pel primer ministre Ioannis Metaxas, va entrar al conflicte després de la declaració de guerra italiana, i el seu exèrcit no estava especialment preparat i equipat; no obstant això, la guerra inicialment defensiva i la major capacitat tàctica demostrada pel comandament grec van permetre repel·lir l'atac i obtenir èxits sorprenents sobre les tropes italianes; només la intervenció alemanya va desplaçar l'equilibri cap a les forces de l'Eix. La marina grega era escassa numèricament i qualitativament, però alguns destructors van servir amb la flota mediterrània durant tot el conflicte. Les forces aèries estaven igualment mal equipades i només després de la caiguda de Grècia es van formar esquadrons operatius a l'Orient Mitjà amb material britànic, que van operar durant la resta del conflicte. L'exèrcit grec va ser aniquilat en gran manera durant la invasió alemanya, però es va reconstruir una brigada d'infanteria de muntanya a Egipte, que actuava al costat de les forces del 8è exèrcit britànic a El Alamein, Tunísia i Itàlia, i després va participar en l'alliberament de la pàtria grega el novembre de 1944.

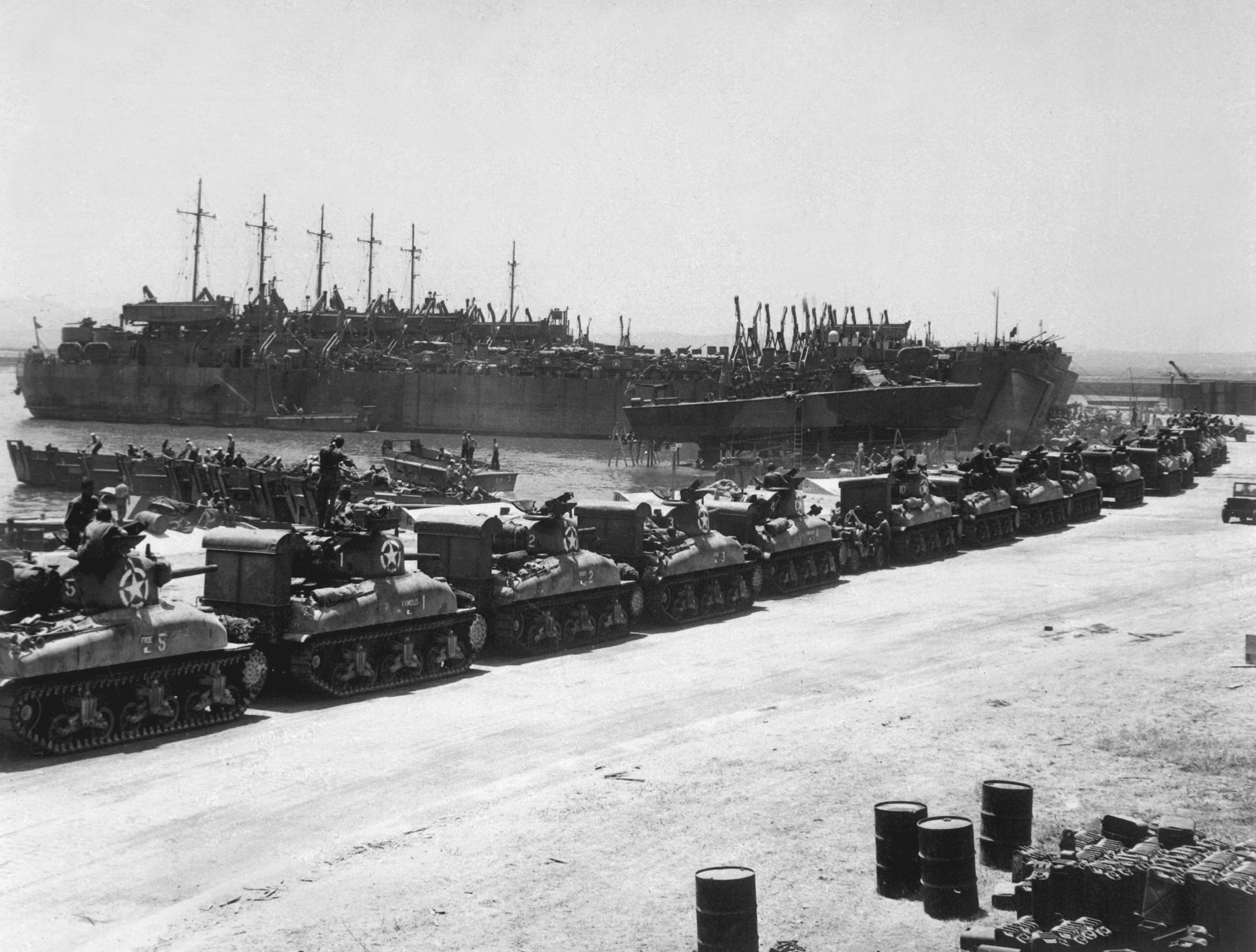
Tancs M4 Sherman dels Estats Units a Tunísia el 1943

Egipte era independent, però vinculat a l'Imperi Britànic per un tractat d'amistat i cooperació, i el seu exèrcit era entrenat i supervisat per oficials britànics, però absolutament irrellevant des del punt de vista bèl·lic. A més, hi va haver un moviment nacionalista que va fer costat a l'Eix i els britànics no estaven molt segurs de la lleialtat de les forces armades. Tot i això, totes les posicions claus, començant pel canal de Suez, vitals per a les comunicacions de l'Imperi Britànic, estaven en mans de les forces aliades, amb el país veí del Sudan també governat nominalment conjuntament pels britànics i els egipcis, però en realitat en mans britàniques.

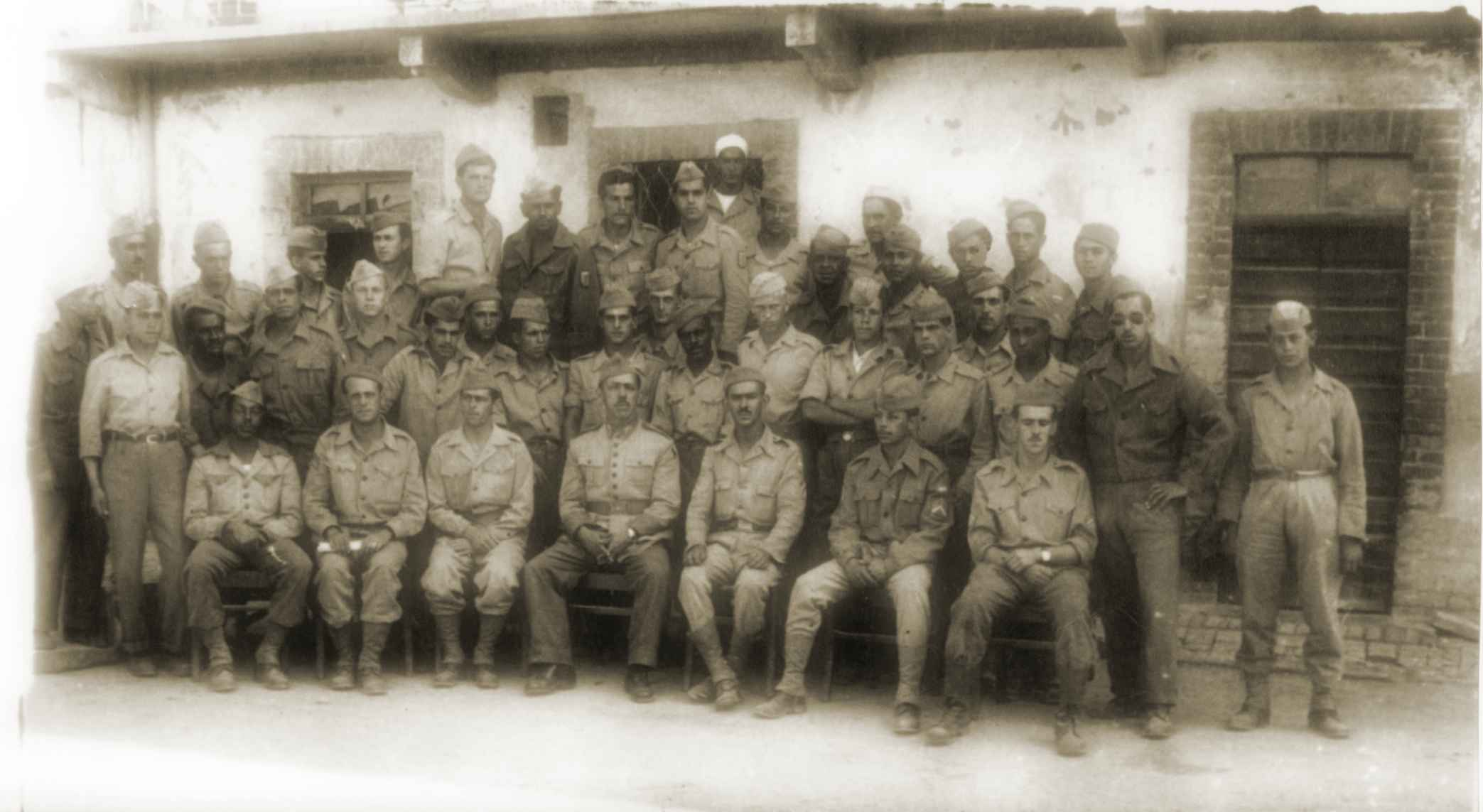
Un destacament de la Força Expedicionària Brasilera

Després d'aterrar al nord d'Àfrica, els Estats Units van entrar en escena amb la seva poderosa màquina industrial i militar, i això va influir definitivament en la campanya, tot i que durant el període anterior als britànics mai els faltava subministraments, en forma d'avions. i subministraments segons la Llei de lloguer i préstecs. Les principals unitats americanes emprades al sector mediterrani eren el II Cos emprat amb resultats mixtos a Tunísia, el Setè Exèrcit, protagonista del desembarcament a Sicília, i el Cinquè Exèrcit, actiu a Itàlia. Aquest darrer exèrcit també va arribar a incloure unitats força inusuals, com la 442è equip de combat regimental (format per soldats japonesos -nord- americans), la 92a divisió d'infanteria (formada gairebé totalment per afroamericans) o la 1a força de serveis especials (una unitat de forces especials formada per personal mixt americà i canadenc). Les Forces Aèries de l'Exèrcit i la Marina també van participar molt en la campanya.
Altres països pertanyents al bloc aliat van participar de diverses formes en les operacions: el Brasil va contribuir a la campanya amb la seva Força Expedicionària Brasilera (incloses les unitats aèries), enviada a Itàlia el juliol de 1944; Polònia, tot i la derrota de setembre de 1939, va reconstruir les seves forces armades amb l'ajuda dels britànics, i dues divisions d'infanteria i una divisió cuirassada polonesa va participar en la campanya d'Itàlia, combinat en un cos independent sota el general Władysław Anders;finalment, el 1944 els britànics van formar una "brigada jueva" formada per jueus residents al Mandat britànic de Palestina, el primer signe de les forces armades del futur estat d'Israel.

## Els objectius estratègics

### Alexandria
Alexandria era la base principal de la Flota mediterrània, la porta d'entrada al canal de Suez i una parada essencial perquè les forces de l'Eix arribessin als jaciments petrolífers de l'Orient Mitjà, per tant, els britànics van considerar un reducte a defensar amb prioritat. Tanmateix, a l'esclat de la guerra, Egipte estava mal defensat i la gran unitat encarregada d'això era la Força del Desert Occidental comandada pel general Archibald Wavell, amb uns 20.000 homes motoritzats discretament i amb vehicles blindats, per enfrontar-se a una massa d'uns 200.000 homes del Regio Esercito, incloses algunes divisions líbies, totes amb molt poca motorització i pocs vehicles blindats, de fet només una brigada experimental, la brigada blindada especial "Babini", equipada amb tancs lleugers L3 i mitjans M11/39, que participarien a la batalla de El Mechili (24 i 25 de gener de 1941) on els seus membres van mostrar eficiència i coratge, enfrontant-se a la 4a Brigada Blindada Britànica (equipada amb uns 70 tancs Cruiser), causant pèrdues i aturant l'avanç enemic. Els britànics van assumir inicialment una guerra defensiva, mentre que els italians van portar un nombre tan gran d'homes a Alexandria, en opinió del comandant Rodolfo Graziani, en primer lloc, volia tenir una logística adequada (carreteres, aigua, combustible). Cap a Líbia, hi havia una única carretera costanera, flanquejada fins a cert punt pel ferrocarril que des d'Alexandria arribava a Marsa Matruh, quasi a la frontera amb Líbia. Al territori libi, en canvi, no hi havia cap ferrocarril, sinó només la carretera costanera, anomenada Via Balbia del nom del governador Italo Balbo, i el desert era pràcticament intransitable per als vehicles de rodes normals. Els serveis secrets italians també van fer alguns intents per alimentar la dissidència anti-anglesa a Egipte, i també ho van fer els alemanys, però sense cap resultat apreciable a efectes pràctics, i el joc es va jugar exclusivament amb les armes.

### Malta
Malta va ser inicialment descuidada en els plans de defensa britànics, ja que es creia que les forces italianes conqueririen l'illa en la immediatesa de la declaració de guerra. Quan van esclatar les hostilitats, l'illa va quedar definitivament desprotegida i es van desmantellar les defenses per utilitzar-les en altres llocs. La força aèria va arribar a consistir en un moment donat de tres biplans Gloster Gladiator trobats desmuntats a les seves caixes perquè estaven destinats a Egipte, van ser operatius i van ser batejats com a Faith, Hope i Charity (Fe, Esperança i Caritat), que van defensar Malta durant deu dies contra els Fiat CR.42 en servei d'escorta als bombarders dels atacs de la Regia Aeronautica, donant lloc al mite que només tres Gloster formaven tota la força aèria de l'illa; de fet, la llegenda va sorgir després que acabés el "setge de Malta". El Charity va ser abatut el 29 de juliol de 1940 (segons l'historiador Håkan Gustavsson, el 31 de juliol). El seu pilot, l'oficial de vol Peter Hartley, va enlairar-se per interceptar un Savoia Marchetti S.79 "Sparviero", escortat per nou Fiat CR.42 del 23è grup. Però el sergent Manlio Tarantino va colpejar el tanc del Gladiator (#5519) fent que explotés. El Hartley va aconseguir saltar però va patir greus cremades.
Un cop va quedar clar que no hi havia plans immediats per a la conquesta italiana, les defenses es van reforçar de manera consistent, amb l'enviament de combatents, torpediners i vaixells de guerra (l'anomenada Força K, formada per dos creuers, l'Aurora i el Penelope, equipat amb radar i 2 destructors, el Lance i el Lively). Winston Churchill va considerar l'illa tan important que va robar unitats de combat durant les fases crucials de la batalla d'Anglaterra des de la defensa aèria de la pàtria i les va destinar a Malta.
| «                               | Amb Malta en mans enemigues, la ruta mediterrània quedaria completament tancada per a nosaltres ... aquesta petita illa era una característica vital en la defensa de la nostra posició a l'Orient Mitjà | » |
| — General Hastings Ismay - 1942 | |   |

Després, l'illa es va anar reforçant progressivament amb llançaments de caces de portaavions britànics i, de vegades, per unitats nord-americanes com l'USS Wasp, van construir-se instal·lacions de radar i van instal·lar bateries antiaèries, cosa que va fer que pogués suportar els atacs aeris de la Regia Aeronautica. i seguit del X Cos Aeri alemany, traslladat a Sicília i Sardenya per donar suport a la lluita al mar i les forces terrestres del nord d'Àfrica. Des de Malta també van operar torpediners i reconeixements de llarg abast com els Bristol Beaufort (esquadró núm. 217 substituït posteriorment per l'esquadró núm. 86) i Blenheim que eren una greu amenaça per als combois de l'Eix.

### Gibraltar

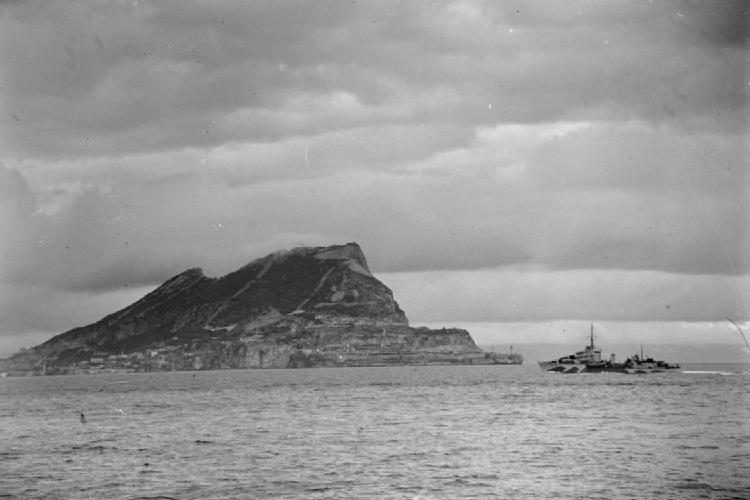
El creuer lleuger Argonaut s'acosta a la Roca el 1942. La Roca és el nom donat pels anglesos a la ciutadella de Gibraltar.

La història de Gibraltar durant la Segona Guerra Mundial posa de manifest la importància que la roca ha tingut per al Regne Unit des dels primers anys del segle xviii, que la veia com un peu descansant a Europa i alhora com un bastió marítim poder de la Royal Navy. De fet, a la Segona Guerra Mundial Gibraltar va tenir un paper vital tant en la  batalla de l'Atlàntic com en la del Mediterrani, controlant pràcticament tot el trànsit naval dins i fora del mar Mediterrani.
A més de la seva ubicació privilegiada, Gibraltar va oferir un gran port defensat on els vaixells podien trobar refugi. La Força H, sota el comandament del vicealmirall James Fownes Somerville, tenia la seva seu a Gibraltar i tenia la tasca de mantenir la superioritat naval i d'escortar combois a Malta. Durant la guerra, Gibraltar va ser sotmesa a bombardejos aeris per part de la França de Vichy com de la Regia Aeronautica italiana; la Regia Marina va realitzar llavors algunes operacions de sabotatge gràcies als submarinistes de la X Flotilla MAS i els seus SLC. Altres atacs van ser organitzats per agents espanyols reclutats per l'Abwehr.
Dins de la roca de Gibraltar, dues empreses d'enginyers canadencs, les úniques equipades amb puntes de diamant, i cinc d'enginyers britànics, van cavar uns 48 quilòmetres de túnels per tal de construir una ciutat a la roca per allotjar oficines, casernes i un hospital protegits del bombardeigs L'operació Torxa, la invasió aliada dels territoris francesos al nord d'Àfrica, va començar el novembre de 1942, va ser coordinada pel seu bastió pel general Dwight D. Eisenhower. Després de l'èxit aliat en la campanya del nord d'Àfrica i la rendició d'Itàlia el 1943, Gibraltar va ser rebaixat a un lloc de distribució de subministraments normal situat a la part posterior.
Els alemanys també havien organitzat un pla per a la seva invasió des del terreny, amb o sense el consentiment de les autoritats espanyoles, anomenat Operació Fèlix, al qual els britànics estaven disposats a respondre amb l'Operació Tracer (del tipus de detenció). En aquesta perspectiva, els britànics van dur a terme el bombardeig naval de Gènova per demostrar a Franco el domini britànic dels mars. Amb motiu de la seva visita a la capital de Ligúria pocs dies després del bombardeig, Franco es va trobar davant d'una ciutat devastada pels bombardejos i, per aquest motiu, no va donar als alemanys el suport d'Espanya per a l'operació Fèlix, que fou abandonat.

## Orígens
Durant la Primera Guerra Mundial, Itàlia es va unir a l'Entente Cordiale contra Alemanya, amb la promesa de Gran Bretanya de lliurar-li les costes occidentals dels Balcans. En finalitzar la guerra, Itàlia va reclamar el seu deute, però només va rebre un minúscul territori al voltant de la ciutat de Trieste. Itàlia havia perdut gairebé mig milió d'homes a la guerra i no havia obtingut cap benefici per això. Un feble govern italià, que no va poder enfrontar als veterans de guerra que protestaven diàriament als carrers, i una greu crisi econòmica, van convertir a Itàlia en un dels països més endarrerits d'Europa, incloent-hi al seu exèrcit, factor que li portaria problemes a la Segona Guerra Mundial.
A l'octubre de 1922, Benito Mussolini va marxar juntament amb aproximadament 10 mil camises negres sobre Roma, intimidant al rei Víctor Manuel III, que el va nomenar primer ministre.
Immediatament, Mussolini va començar a buscar colònies al nord d'Àfrica i els Balcans; però, adonant-se de la seva pròpia debilitat econòmica i militar, va decidir començar un període de rearmament i industrialització que hauria de concloure l'any 1945.
L'arribada de Hitler al poder a Alemanya, va forçar la marxa d'Itàlia, que es va afanyar a ocupar Etiòpia el 1936 i Albània el 1939. Mussolini conscient que no podria competir en una futura guerra, va informar Hitler dels seus desitjos de mantenir la neutralitat d'Itàlia.
La Invasió de Polònia i la batalla de França, guanyades per Alemanya, van canviar l'opinió de Mussolini, que va decidir declarar la guerra als aliats el 20 juny de 1940, llançant una invasió al sud de França que va fracassar. Aquest revés, no pertorbar el líder italià, ja que va considerar que era qüestió de setmanes perquè Gran Bretanya caigués també i llavors totes les seves possessions colonials serien presa fàcil.
Si bé Gran Bretanya no va ser presa, el teatre europeu es va estabilitzar i Mussolini va desviar la seva atenció cap al Nord d'Àfrica.

## Operacions principals

### Operacions navals

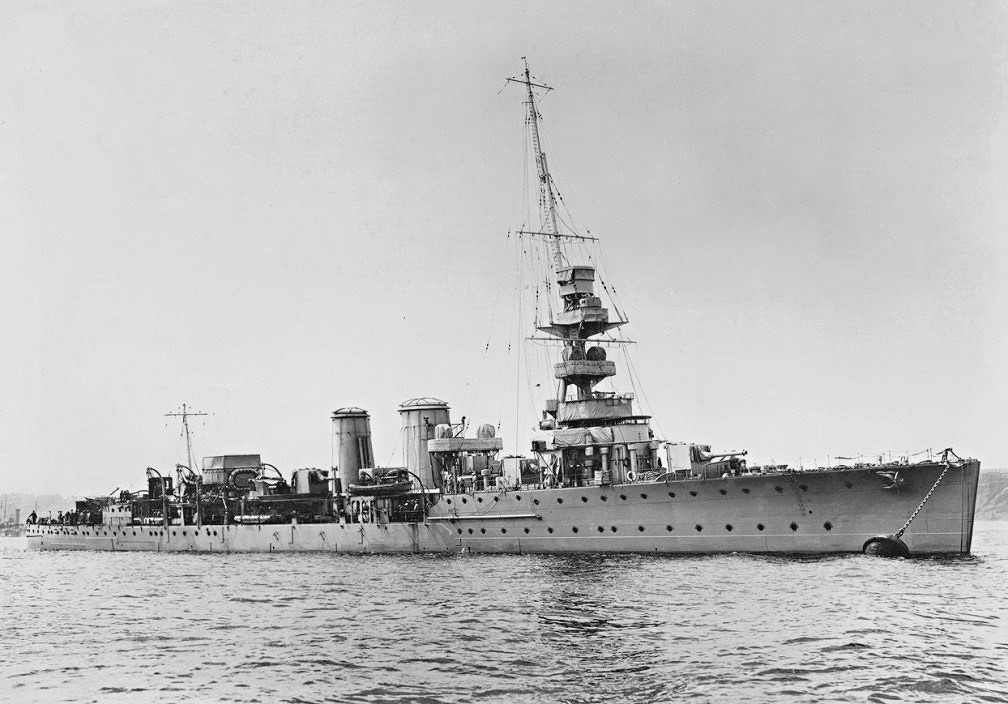
El creuer lleuger Calypso, primera pèrdua britànica al Mediterrani durant la Segona Guerra Mundial

La batalla va tenir lloc principalment al llarg de les rutes que arribaven d'Itàlia Líbia (Trípoli, Bengasi, Tobruch) al llarg de la qual els combois italians van ser atacats sovint per l'aire britànic i les forces navals de Malta, i al llarg de la ruta Gibraltar-Malta-Alexandria que la creuava, travessada per combois aliats. Durant tot el conflicte, Malta va suposar una amenaça constant que va costar a les forces de l'Eix grans pèrdues en homes i vehicles transportats, però també en tripulacions i vaixells d'escorta. Els britànics van fer un ús constant del radar, el qual la Regia Marina, a causa de la miopia política del règim feixista i del seu comandament, principalment a causa de les decisions polítiques que havia fet el cap de l'estat major Domenico Cavagnari, al càrrec fins poc després de l'esclat del conflicte. Una altra font molt greu de problemes per a la Regia Marina va ser la manca de portaavions que, malgrat les peticions formulades per l'estat major que preveia la construcció de tres portaavions d'esquadra abans de l'esclat del conflicte, els va obligar a enfrontar-se a equips de batalla britànics que, excepte en casos rars, sempre tenien com a mínim un portaavions en plantilla; el fet va ser decisiu en diverses ocasions, com la batalla del Cap Matapan i la nit de Tàrent. La Royal Navy gairebé sempre es trobava en una condició de superioritat tàctica i estratègica (gràcies també als radars i als sistemes de desxifratge Ultra i Enigma), però en els rars casos en què això no passava, els comandants del mar sempre adoptaven tàctiques agressives cap als vaixells. Els italians, els comandants superiors dels quals a la mar estaven en qualsevol cas obligats a l'opinió de Supermarina i al fet que les pèrdues eren difícils de substituir, a diferència del que va passar amb els seus col·legues britànics. No obstant això, en el període en què l'aliat alemany era present amb el X Fliegerkorps estacionat a Sicília, primer per a l'operació C3 (la prevista invasió de Malta) i després per donar suport a les tropes de Rommel al nord d'Àfrica, i amb grans flotilles de submarins caçant al Mediterrani, va haver-hi greus moments de dificultat per a la marina britànica que es va materialitzar a la primera i segona batalla de Sirte i a la batalla de mitjans de juny. Els submarins italians eren nombrosos, amb més de cent naus operatives, però no tots eren adequats per a les necessitats de la missió, i fins i tot l'entrenament deixava alguna cosa a desitjar. Els vaixells francesos van abandonar l'escena poc després de la derrota de França i alguns d'ells, com el Circé capturat durant l'operació Anton, van ser posats en servei per la Regia Marina que també va tornar a posar en servei l'antic dragamines Turquoise de la minera turquesa de la classe Saphir. Els britànics tenien una important força submarina a la Mediterrània que es va reforçar constantment i va operar una amenaça constant per a les forces italianes; el campió de la força submarina britànica era sens dubte el HMS Upholder, comandat durant tota la seva carrera pel tinent comandant Malcolm David Wanklyn, que es va convertir en el submarí britànic amb més èxit de la Segona Guerra Mundial; Wanklyn va rebre la Creu Victòria i l'orde del Servei Distingit, però va desaparèixer amb el vaixell l'abril de 1942.

Mapa de l'atac anglès a Tàrent

La declaració de guerra va sorprendre el transport marítim italià per sorpresa, aproximadament el 35% dels quals va caure en mans britàniques mentre navegava pel Mediterrani, ja que el Comandament Suprem italià no havia emès cap avís, mentre que, en canvi, el Regne Unit havia retirat tots els seus serveis. vaixells civils procedents de la Mediterrània des de l'abril de 1940. El primer vaixell britànic que va ser enfonsat per un vaixell Regia Marina va ser el creuer lleuger Calypso, enfonsat el 12 de juny de 1940 pel submarí Alpino Bagnolini davant de Creta. Aquesta acció aïllada fou seguida el 9 de juliol de 1940 per la primera batalla naval de la Segona Guerra Mundial lliurada entre els italians i els britànics, la batalla de Punta Stilo. Tot i que el resultat no va ser concloent, el xoc va posar de manifest la feixuga cadena de comandament de la Regia Marina i la mala coordinació amb la força aèria, que va arribar tard i que també va colpejar vaixells amics. Fins i tot l'almirall Andrew Cunningham, però, va ser capaç de prendre precaucions després de la batalla, demanant a Londres que enviessin vaixells moderns, incloent un segon portaavions, per equilibrar la superioritat numèrica dels creuers italians com el Bartolomeo Colleoni i el Giovanni delle Bande Nere, protagonistes, el 19 de juliol a la batalla del Cap Spada, d'una lluita contra dos creuers i quatre destructors britànics que van aconseguir enfonsar Bartolomeo Colleoni. Al mateix temps, la lluita submarina continuava amb pèrdues per als dos bàndols.
La tendència negativa de la guerra per a la Regia Marina va continuar els dies 11 i 12 de novembre de 1940 amb la Nit de Tàrent, on els torpeders britànics Swordfish van aconseguir, a preu de pèrdues insignificants, enfonsar el Conte di Cavour i danyar altres dos cuirassats (Littorio i Duilio) obtenint, al mateix temps, un altre èxit en la batalla del Canal d'Otranto. A la batalla del Cap Teulada del 27 de novembre, la Royal Navy, gràcies una vegada més a la mala coordinació entre avions i vaixells italians, que navegaven amb precaució per evitar noves derrotes, va aconseguir escoltar amb èxit un comboi a la costa de Sardenya. A principis de 1941 l'arribada d'avions alemanys al Mediterrani (en concert amb l'enviament de tropes al nord d'Àfrica) semblava donar un punt d'inflexió a les operacions navals. De fet, els dies 11 i 17 de gener, els avions italo-alemanys van danyar el portaavions Illustrious i, al mateix temps, es va intensificar el bombardeig de Malta, fins i tot si la Royal Navy encara va demostrar ser capaç d'actuar sense molèsties bombardejant Gènova el 9 de febrer.
El 26 de març de 1941 es va produir l'atac a la base britànica a la badia de Suda, a Creta: el creuer HMS York i un petrolier van ser enfonsats. Entre el 27 i el 29 de març de 1941, a la batalla del cap Matapan, la Royal Navy va donar un altre cop greu a la Regia Marina, enfonsant tres creuers pesats (Pola, Zara i Fiume), dos destructors i també danyant el vaixell insígnia italià Vittorio Veneto, perdent, en canvi, només un torpediner. Les unitats aliades també van ser molt actives a l'hora d'atacar combois de l'Eix que portaven tropes i subministraments al front de Líbia, sovint donant lloc a autèntiques batalles navals com la batalla del comboi Tarigo del 16 d'abril de 1941, que va veure com quatre destructors britànics enfonsaven tres d'italians i cinc transports però perdent una nau, i la batalla de Capo Bon el 13 de desembre de 1941, quan, durant una operació de transport de combustible a Líbia, es van enfonsar els creuers Alberto di Giussano i Alberico da Barbiano.

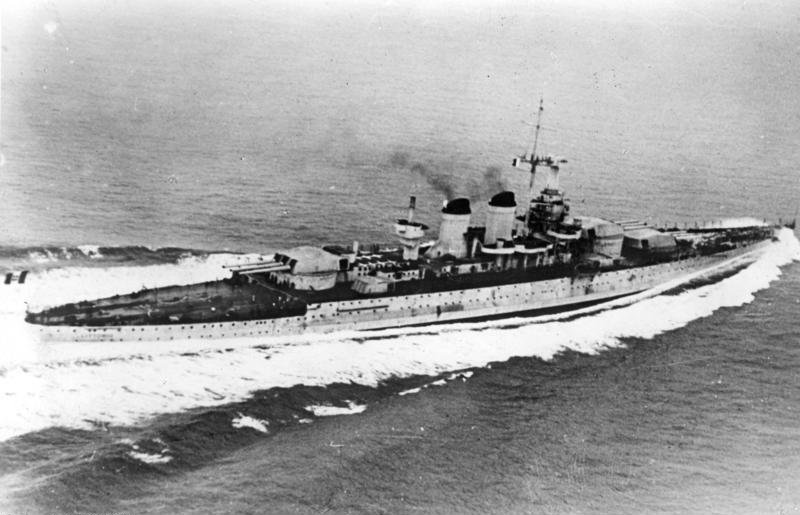
El cuirassat Littorio, ja rebatejat Italia, es dirigia a Malta el 9 de setembre de 1943, el dia que va rebre una bomba alemanya

L'acció amb més èxit realitzada per la Royal Navy durant el conflicte va ser l'atac amb torpedes de corrent lent, coneguts com "Porcs", contra els dos cuirassats britànics Valiant i Queen Elizabeth ancorats al port d'Alexandria el 19 de desembre de 1941 ; tot i que l'acció, coneguda com l'empresa d'Alexandria, va resultar un èxit, els vaixells es van instal·lar al fons i no va ser possible immediatament, gràcies també a un estratagema britànic, estar segur que havien estat danyats. Malgrat tot, la pèrdua de vides va ser molt limitada: només vuit mariners van perdre la vida i els dos cuirassats es van poder recuperar posteriorment. Després d'aquest èxit, combinat amb la pèrdua per als britànics del portaavions Ark Royal i el cuirassat Barham, ambdós assolits pels torpedes submarins, les pèrdues dels combois de l'Eix van disminuir significativament.
Altres operacions destacades van ser la primera (1941) i la segona batalla de Sirte (22 de març de 1942), en la segona de les quals una formació naval britànica, clarament inferior, es va enfrontar sense decisió per part de l'equip de batalla italià, amb un inconclús intercanvi de rondes d'artilleria. Al seu retorn, la formació italiana va perdre dos destructors a causa de les condicions extremes del mar. Després va seguir la batalla de mitjans de juny (1942), també coneguda com a Operació Arpó. De nou, a la batalla de mitjans d'agost (1942), també coneguda com Operació Pedestal, les forces aèries i navals de l'Eix van danyar o enfonsar la majoria dels vaixells de dos combois amb destinació a Malta. Els italians i els alemanys estaven dividits si assignaven tropes a l'atac a l'illa o si donaven prioritat al nord d'Àfrica. Tot i que a principis de 1942 es van intensificar els bombardejos contra la petita possessió britànica, entre finals d'abril i principis de maig, va prevaler la idea de Hitler de continuar donant suport a Rommel, que en aquell moment avançava cap a Alexandria a Egipte. A l'octubre, la Marina britànica, malgrat el nombre creixent de submarins amb seu a Gibraltar, Beirut, Malta i Haifa, encara tenia dificultats, però les deficiències italianes en la producció de guerra i en la disponibilitat de petroliers van agreujar irremeiablement la situació logística de les tropes de l'Eix al nord d'Àfrica.
El 8 de novembre de 1942 els Estats Units van entrar al tauler d'escacs mediterrani amb l'operació Torxa, desembarcant a les costes del Marroc i Algèria. L'actitud col·laborativa de les tropes de Vichy al sector va portar Alemanya i Itàlia a ocupar la part de França que encara era lliure. La marina francesa, per no deixar els seus vaixells fondejats a Toló en mans de l'Eix, va decidir enfonsar la flota privant els seus antics aliats de desenes de vaixells militars. La resistència de l'Eix a Tunísia va acabar el 13 de maig de 1943 davant les preponderants formacions aliades que es va preparar per envair Sicília, ara només obstaculitzada pels vaixells lleugers de la Regia Marina. Els dies 11 i 12 de juny, els aliats van ocupar les illes de Pantelleria i Lampedusa respectivament (operació Corkscrew), continuant llavors, entre el 9 i el 10 de juliol següents, a envair Sicília.
L'armistici de Cassibile va posar fi a qualsevol activitat naval concreta de l'Eix al Mediterrani, que no era la patrulla costanera amb vaixells petits, gairebé tots capturats pels alemanys a la Regia Marina i a la marina francesa, i les emboscades amb torpedineers a els espais restringits de les zones de l'Adriàtic. El 9 de setembre, el que quedava de la flota italiana, amb el cuirassat Roma com a vaixell insígnia, es va dirigir a Malta per complir les clàusules de l'armistici, però la Luftwaffe va intervenir i amb bombes especials Ruhrstahl SD 1400 van aconseguir enfonsar el Roma davant de Castelsardo. Fins al final de les operacions, l'activitat naval aliada només va ser oposada pels atacs aeris de la Luftwaffe i aquells pocs avions de la República de Salò, inclosos els torpeders del Grup Buscaglia, comandat pel capità Carlo Faggioni (i nomenat després d'ell després de la seva mort).

### La campanya del Nord d'Àfrica

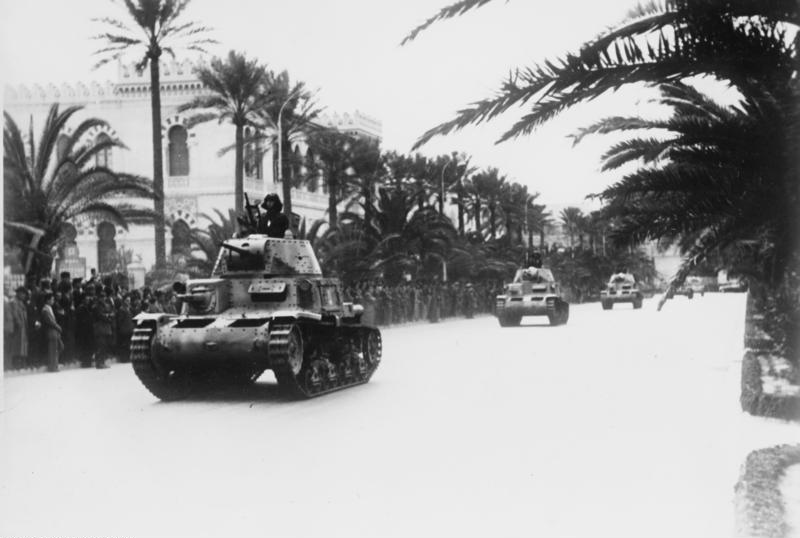
Tancs italians M13/40 a Líbia

Amb l'entrada d'Itàlia a la guerra, es va obrir un nou front d'operacions al nord d'Àfrica, on les tropes italianes a Líbia podrien amenaçar les posicions britàniques a Egipte. Després d'una llarga sèrie d'escaramusses al llarg de la frontera, a mitjans de setembre de 1940 les forces del mariscal Rodolfo Graziani van penetrar fins a cent quilòmetres a Egipte, ocupant la ciutat de Sidi el Barrani amb poca resistència. Les tropes italianes es van establir en una sèrie de camps fortificats, massa distants entre si i mancats de connexions adequades; El 8 de desembre següent, la Western Desert Force del general Wavell va llançar la seva contraofensiva (l'operació Compass), agafant els italians per sorpresa i obtenint resultats inesperats, fins i tot tenint en compte que només havien emprat 35.000 homes i 275 tancs: en dos mesos, les forces britàniques van aniquilar el Desè Exèrcit italià i van ocupar tota la Cirenaica, fent recular els italians fins El Agheila.

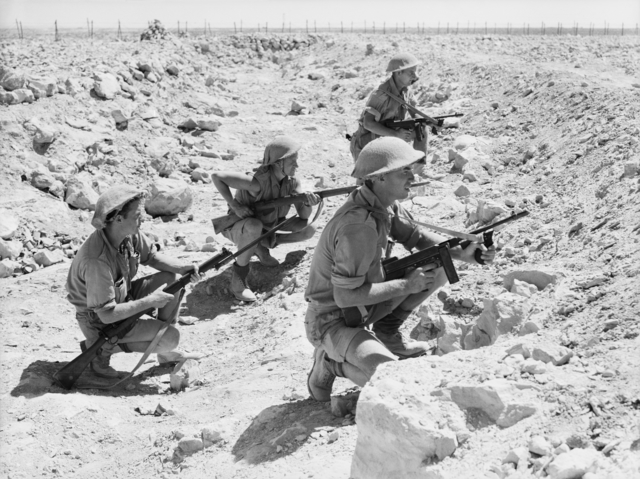
Infanteria australiana durant el setge de Tobruc

El desastre va convèncer Mussolini d'acceptar les ofertes d'ajuda fetes pels alemanys i el 14 de febrer de 1941 van arribar a Trípoli les primeres avantguardes del Deutsches Afrikakorps (DAK) del general Erwin Rommel, així com importants reforços italians; a finals de març, amb les seves tropes encara incompletes, Rommel va llançar un atac des d'Agheila, capturant les forces de Wavell completament sense preparar-les i obligant-les a retirar-se a Egipte, abandonant tota la Cirenaica, fora del port de Tobruk que va ser assetjat. A finals d'abril el front es va estabilitzar al llarg de la frontera libio-egípcia: per una banda, els italo-alemanys no van aconseguir trencar la resistència de la guarnició australiana de Tobruc, per l'altra els britànics van llançar dos intents d'alliberar la ciutat (operació Brevity al maig i operació Battleaxe al juny), amb només derrotes. Al novembre següent, el nou comandant britànic, general Claude Auchinleck va llançar un nou atac massiu contra les posicions de l'Eix (Operació Crusader): les defenses italo-alemanyes es van mantenir, però la pressió britànica va convèncer Rommel per ordenar una retirada estratègica a El Agheila, abandonant de nou el tota Cirenaica.

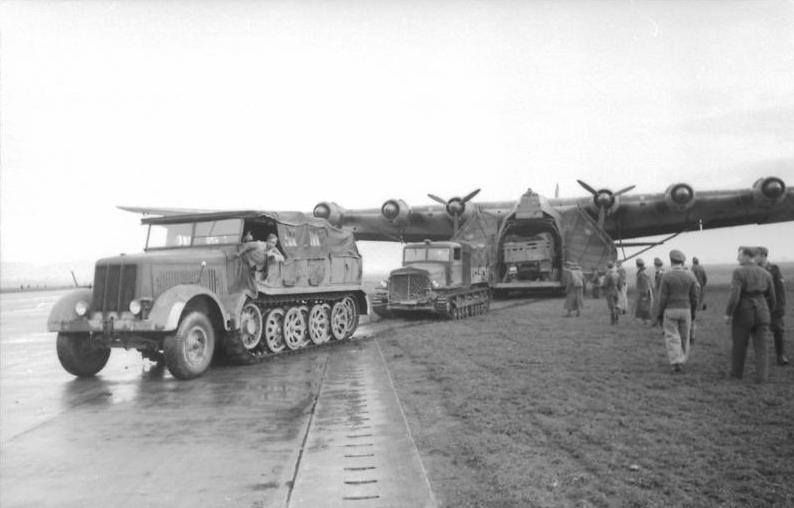
Els vehicles rastrejats desembarquen d'un Me323 Gigant durant la campanya tunisiana. Els alemanys també van utilitzar avions com el Me323 Gigant per aconseguir subministraments al nord d'Àfrica.

Després de reorganitzar-se, les forces de Rommel van llançar una nova ofensiva des de El Agheila a finals de gener de 1942, expulsant els britànics de gran part de Cirenaica i obligant-los a situar-se en una línia fortificada que anava des d'Ain el Gazala fins a Bir Hakeim; a finals de maig, les forces italo-alemanyes van atacar massivament les posicions britàniques, i després de tres setmanes de durs combats van irrompre la línia aliada; Tobruch va ser recuperat el 21 de juny, i les forces de Rommel van partir a la recerca dels britànics a través de la frontera egípcia. L'avanç de les columnes italo-alemanyes va ser finalment detingut pels britànics a finals de juliol a prop d'El Alamein, l'última posició defensiva abans d'Alexandria; reunit les seves minses forces, Rommel va intentar forçar la línia britànica a principis de setembre, però va trobar la batalla d'Alam el Halfaderrota. El nou comandant britànic, general Bernard Law Montgomery va dedicar les setmanes següents a reunir vastes forces amb les quals contrarestar les febles unitats de l'Eix; entre el 23 d'octubre i el 5 de novembre de 1942, les forces preponderants del 8è exèrcit britànic van llançar una sèrie d'atacs massius contra les posicions italo-alemanyes davant d'El Alamein, que finalment van provocar el col·lapse i la fugida cap a Líbia.

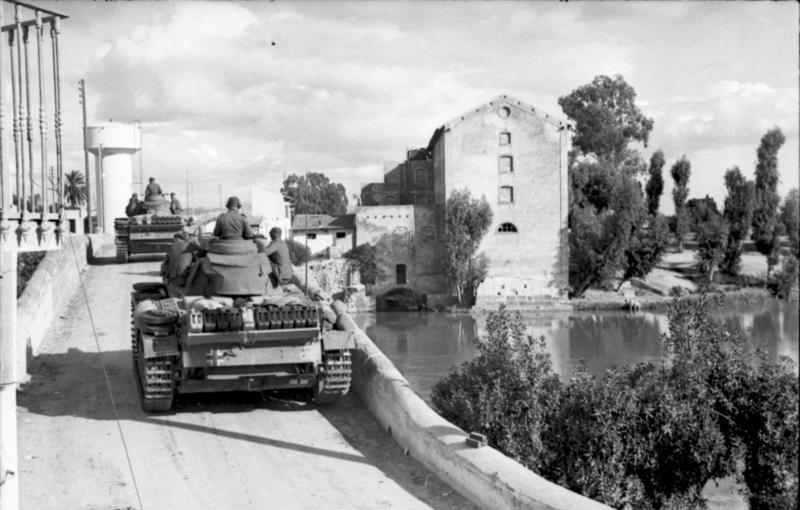
Panzers IV, enquadrats a la 10a divisió blindada alemanya, a Tunísia

El 8 de novembre de 1942, unitats britàniques i nord-americanes van desembarcar a Algèria i el Marroc (operació Torxa, la primera iniciativa militar dels Estats Units sobre el teatre mediterrani) i, després d'una primera resistència, les unitats colonials franceses allà situades van passar al costat dels aliats; la reacció de l'Eix va ser ràpida i a finals de mes les unitats italo-alemanyes del general Hans-Jürgen von Arnim van ocupar Tunis i la resta de Tunísia, superant a temps els angloamericans. Pressionat per Montgomery, Rommel es va veure obligat a abandonar Líbia (amb els italians perdent la seva última possessió a Àfrica) a finals de gener de 1943, retirant-se a Tunísia i establint-se finalment al llarg de la línia Mareth; el febrer següent, les forces de l'Eix van aconseguir apoderar-se de dos èxits importants contra les encara inexpertes tropes americanes primer a Sidi Bou Zid i després al pas de Kasserine, però el fracàs d'un atac llançat per Rommel contra el 8è exèrcit britànic (operació Capri) pràcticament va decidir el resultat de la campanya tunisiana. A finals de març, el vuitè exèrcit va obrir la línia de Mareth amb l'operació Pugilist, mentre que les tropes aliades del general Harold Alexander, formades per unitats franceses, britàniques i americanes, van reprendre la pressió sobre Tunis i Bizerte (operació Vulcan); ara aïllades d'Itàlia de la superioritat aèria i naval absoluta dels aliats, les tropes de l'Eix (dirigides pels generals Giovanni Messe i von Arnim) van capitular definitivament el 13 de maig de 1943.

### Els Balcans

#### La invasió de Grècia

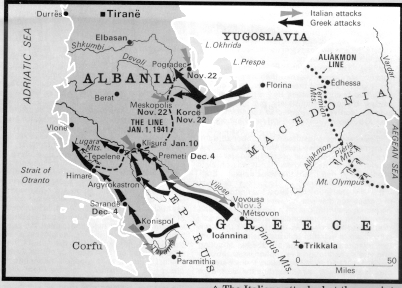
Línies ofensives de les tropes italianes i gregues i línia del front l'1 de gener de 1941

La campanya italiana a Grècia va començar el 28 d'octubre de 1940, després que el règim nacionalista de Ioannis Metaxas, un polític filo-feixista recolzat pel rei Jordi II, fos lliurat a les 03.00 del matí per l'ambaixador italià a Atenes Emanuele Grazzi, un ultimàtum en què Itàlia acusava Grècia de violar la neutralitat a favor dels aliats. El document requeria per poder ocupar alguns punts estratègics no especificats al territori hel·lènic i permetia un lapse de només tres hores per acceptar les condicions; es va negar i, en conseqüència, a les 06.00, les tropes italianes estacionades a Albània van iniciar l'avanç en un front d'uns 150 quilòmetres d'amplada.
La guerra, desitjada per Mussolini per intentar equilibrar els èxits obtinguts fins aquell moment per Alemanya, hauria d'haver seguit, en les intencions del comandant de les tropes italianes a Albània, les modalitats d'una acció llampec, però la resistència inesperada a la qual s'oposava l'exèrcit grec, combinat amb les greus dificultats degudes a la naturalesa del territori i al període de l'any escollit per a l'operació més el reduït nombre d'homes inicialment llançat pels italians, aviat va aturar l'ofensiva, convertint-la en una guerra de posicions. En conseqüència, el 4 de desembre, el cap de gabinet de les forces armades italianes, el mariscal Pietro Badoglio, va ser substituït pel general Ugo Cavallero; Metaxas va permetre a les tropes britàniques establir-se a Creta i Suda i, en les setmanes següents, les forces gregues van aconseguir contraatacar, penetrant també en territori albanès. La situació del front italo-grec i el cop d'estat del general Simović a Iugoslàvia van fer que el 27 de març de 1941 Hitler ordenés a l'OKW que preparés un pla per a la invasió d'ambdós països balcànics, per tal d'assegurar la zona abans no comencessin les operacions contra la Unió Soviètica.

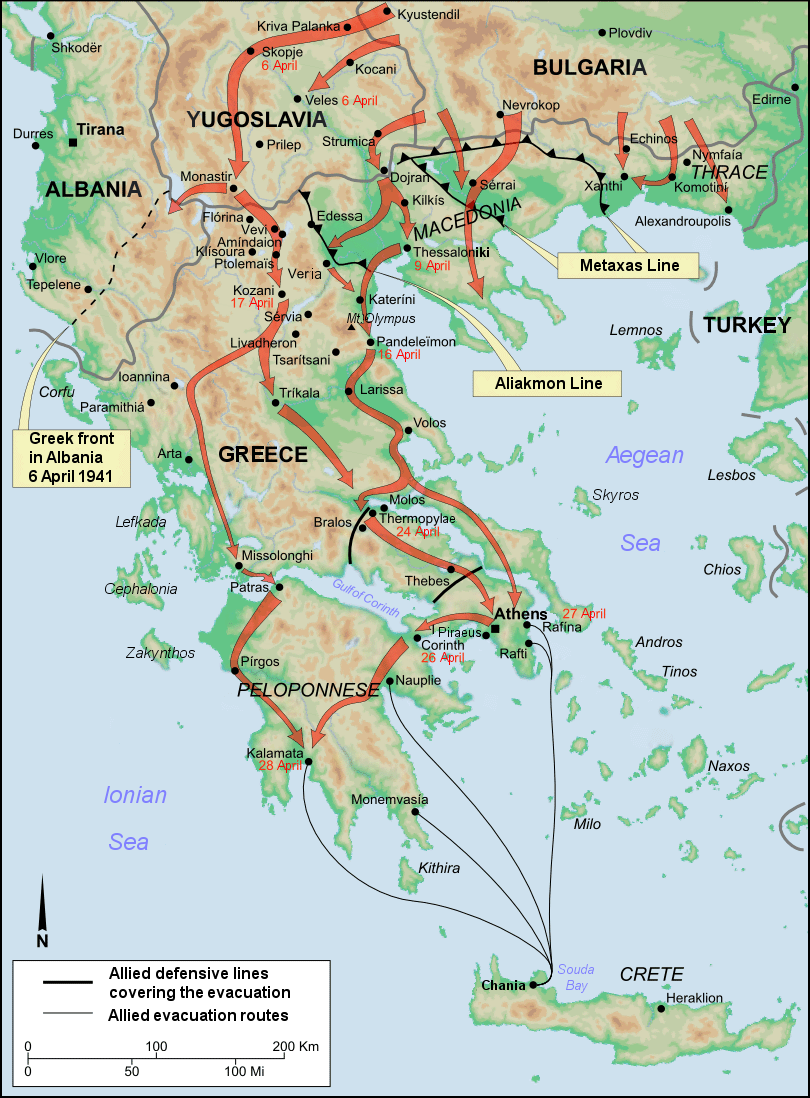
Mapa dels moviments de la Wehrmacht del 6 al 30 d'abril de 1941

El 6 d'abril de 1941, Alemanya va començar l'atac contra Grècia i Iugoslàvia: el XII. Armee, comandat pel mariscal de camp Wilhelm List i el XVIII cos de muntanya, comandat pel general Franz Böhme, integrat per la divisió SS Leibstandarte, comandada per l'obergruppenführer Josef Dietrich, va penetrar ràpidament a través de les dues fronteres, creuant la línia Metaxas cap a l'est, mentre que cap a l'oest el 15. Panzerkorps, comandat pel general Georg Stumme, avançava per Iugoslàvia. L'exèrcit grec es va desplegar per protegir la frontera amb Bulgària, a partir del qual va començar l'atac alemany, aviat es va veure desbordat. Els alemanys, continuant el seu avanç, també van aïllar els dos exèrcits grecs compromesos a Albània contra els italians, en conseqüència, el comandant d'un dels exèrcits grecs envoltats, el general Georgios Tsolakoglu, per iniciativa pròpia, va iniciar les negociacions amb les forces alemanyes només a través de l'obergruppenführer Josef Dietrich, intentant així evitar rendir-se als italians,mentre el contingent aliat, comandat pel general Henry Maitland Wilson, es va veure obligat a retirar-se gradualment, primer cap a la línia que anava des de la zona sud del riu Aliàkmonas fins al Mont Olimp, i posteriorment cap al coll de les Termòpiles.
El 19 d'abril, el rei Jordi II, el general Papagos i els generals anglesos Wilson i Wavell, van decidir evacuar el contingent aliat, mentre el general Tsolakoglu signava la rendició del seu exèrcit i, simultàniament, de totes les forces armades del país, que es va formalitzar el 21 d'abril al comandament del 12è exèrcit alemany. La notícia de la rendició va provocar la reacció de Mussolini, que va exigir la modificació i formalització de l'armistici en presència de representants italians i, malgrat les reiterades protestes dels grecs, es va acordar la repetició de la cerimònia del dia 23 en una vila. prop de Tessalònica, amb la presència del general Ferrero representant Itàlia.

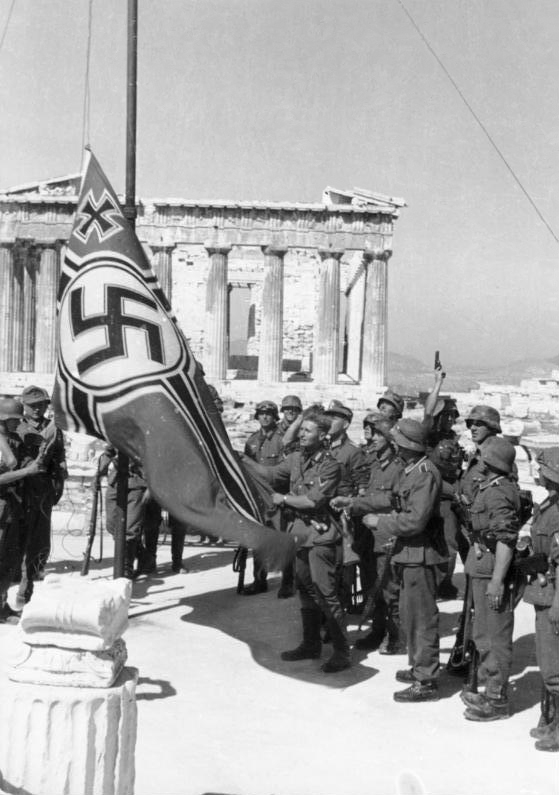
Soldats alemanys issen la bandera alemanya a l'Acròpoli

El 24 d'abril els alemanys van creuar la línia de les Termòpiles i el 26 es va obrir l'última línia defensiva establerta a Tebes, mentre la 7a divisió de paracaigudistes va començar l'ocupació del Peloponès, obligant el contingent a retirar-se definitivament cap als ports del sud de Grècia i, el 27 d'abril la 2a i la 5a divisions blindades van entrar a Atenes, alçant la bandera alemanya a l'Acròpoli, i van acabar amb les hostilitats a la Grècia continental.

#### La batalla de Creta

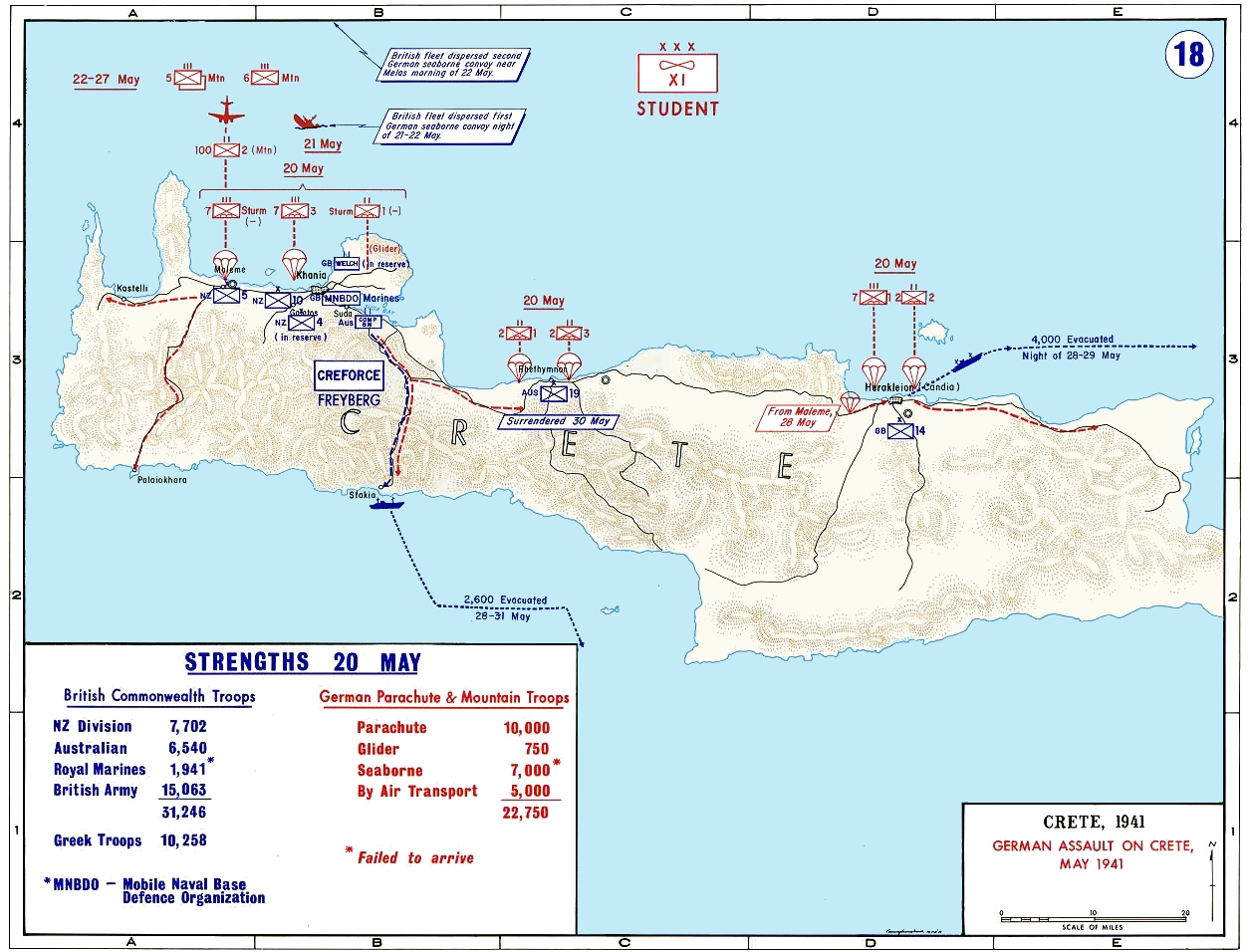
Mapa de la invasió alemanya de l'illa de Creta

L'Operazione Merkur, el pla per a la conquesta de l'illa de Creta, va enlairar-se el matí del 20 de maig de 1941; l'estat major de l'OKW havia expressat anteriorment que les forces s'utilitzaven per a l'ocupació de l'illa de Malta, considerada com a rutes marítimes més perilloses per a l'Eix cap al nord d'Àfrica, però el general Kurt Student s'hi va oposar argumentant que les forces aliades presents al illa, combinada amb la forta defensa antiaèria a la seva disposició, hauria fet impossible un atac des de l'aire. Els paracaigudistes alemanys van patir moltes pèrdues durant o immediatament després del desembarcament, sent atacats, així com pels soldats aliats, també per la població civil i l'esturmregiment, comandat pel general Eugen Meindl, que va patir 2.000 pèrdues i cap dels aeroports va patir ocupat durant el primer dia; fins i tot l'acció des del mar va ser obstaculitzada per la Royal Navy, però, entre el 20 i el 22 de maig, els avions alemanys van aconseguir enfonsar dos creuers lleugers i 4 destructors, també amb l'ajut de la Regia Aeronautica, els bombarders CANT Z .1007 de la qual va enfonsar 1 destructor.
Tot i que les pistes d'aviació encara estaven en mans dels aliats, els avions de transport Junkers Ju 52 van aterrar a l'aeroport de Maléme, aterrant uns 650 homes de la 5a divisió de muntanya, aconseguint capturar-la, permetent aterrar reforços; aquests, combinats amb l'activitat aèria contínua de la Luftwaffe, van induir el general Freyberg a començar una retirada cap a l'oest, i aquesta retirada va permetre als alemanys portar forces cada vegada més grans sense molèsties i, el 23 de maig, la 5a divisió de muntanya havia desembarcat gairebé completament a l'illa, començant a guanyar terreny cap a l'est. El dia 26, el general Bernard Freyberg es va comunicar amb el comandament de l'Orient Mitjà i va informar al general Wavell que la pèrdua de Creta era només qüestió de temps i, per evitar que la Luftwaffe impossibilités una evacuació, l'endemà es va decidir evacuar-la, que es va dur a terme al port de Sfakia, on confluïen les unitats navals aliades. L'1 de juny es va completar l'evacuació dels aliats: dels aproximadament 32.000 homes presents a l'illa, només 18.000 van ser evacuats, mentre que els alemanys van perdre aproximadament 3.700 homes, més 2.500 ferits, majoritàriament paracaigudistes, i aquestes pèrdues van resultar posteriorment completament desproporcionades pel obtingut.

#### La invasió de Iugoslàvia

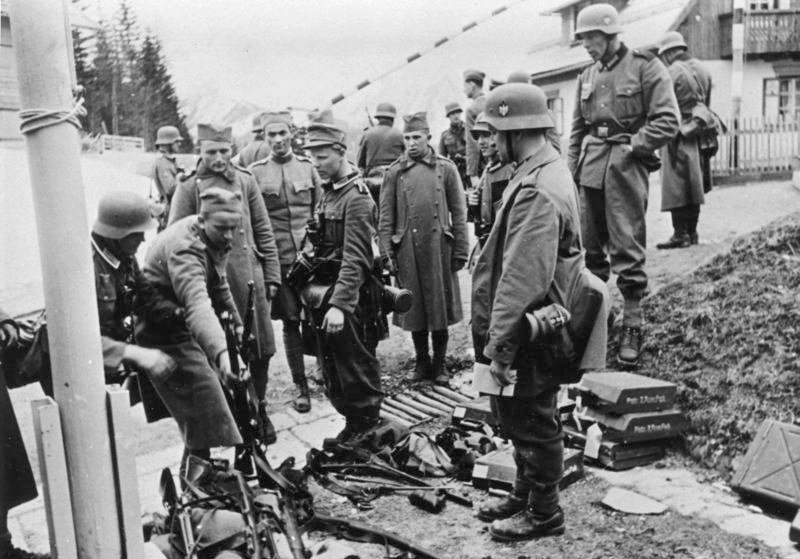
Els soldats iugoslaus es van rendir als alemanys el 6 d'abril de 1941

L'adhesió de Bulgària al Pacte Tripartit, que va tenir lloc l'1 de març de 1941, va permetre l'accés del país balcànic al mar Egeu i també va permetre als alemanys desplegar les seves tropes, destinades a la invasió de Grècia, al seu territori. però el pacte de no-agressió estipulat amb Turquia va provocar les reaccions de la Unió Soviètica sobre la possibilitat que Alemanya infringís la seva zona de seguretat. Iugoslàvia, que seguia sent l'únic país neutral de la zona dels Balcans, va ser sotmesa a una intensa pressió diplomàtica de Hitler, Churchill i el mateix rei d'Anglaterra, Jordi VI, però el príncep Pau va decidir a favor d'Alemanya, comunicant al govern l'adhesió de Iugoslàvia al Pacte Tripartit el 20 de març, formalitzant-ho a Viena el dia 25.
La decisió del príncep Pau va provocar una onada de protestes al país i, el 27 de març, un cop d'estat dirigit pel general Dušan Simović, va situar Pere II de Iugoslàvia al tron; el nou govern va signar un pacte de no-agressió amb la Unió Soviètica, però només el 2 d'abril es va notificar a Alemanya la seva intenció de formular acords amb el Regne Unit, proporcionant a Hitler el pretext per confirmar les ordres dictades el 27 de març al època de cop d'estat, és a dir, l'anomenada Directiva 25, que autoritzava l'estat major general alemany a elaborar plans per a la invasió de Iugoslàvia, l'anomenada Operació Marita posposant la data d'inici de l'operació Barbarossa ja prevista de mitjans de maig a finals de juny.
El 6 d'abril de 1941, les tropes alemanyes recolzades per les tropes italianes i hongareses van començar, després d'un intens bombardeig sobre Belgrad, la invasió de Iugoslàvia o la "guerra d'abril", segons la historiografia iugoslava, que va provocar el desmembrament del país i la signatura d'un armistici en només onze dies. El fracàs en el desarmament de part de les unitats de l'exèrcit iugoslau va afavorir l'inici d'una sagnant resistència partisana contra les forces d'ocupació i, al mateix temps, va alimentar una guerra civil entre les diverses faccions polítiques i ètniques presents al país i, a la al final del conflicte, els partidaris comunistes liderats per Josip Broz Tito van sorgir com els guanyadors.

### La campanya d'Itàlia
Després d'ocupar les illes de Lampedusa i Pantelleria (operació Corkscrew), les tropes britàniques i estatunidenques (i, per primera vegada, canadenques) van llançar la invasió de Sicília el 10 de juliol de 1943 (operació Husky): després de la tossuda resistència, els italo-alemanys van haver de recular progressivament cap a l'extrem oriental de l'illa, fins que van ser evacuats de Messina el 17 d'agost següent, deixant Sicília als Aliats. El desembarcament a l'illa va agreujar la crisi del govern italià: la nit del 24 de juliol, amb l'anomenada "agenda Grandi", el Gran Consell del Feixisme desconfiava de les accions de Mussolini, que l'endemà es va veure obligat a dimitir com a cap del govern sota la pressió del rei Víctor Manuel III, arrestat i substituït pel mariscal Pietro Badoglio.

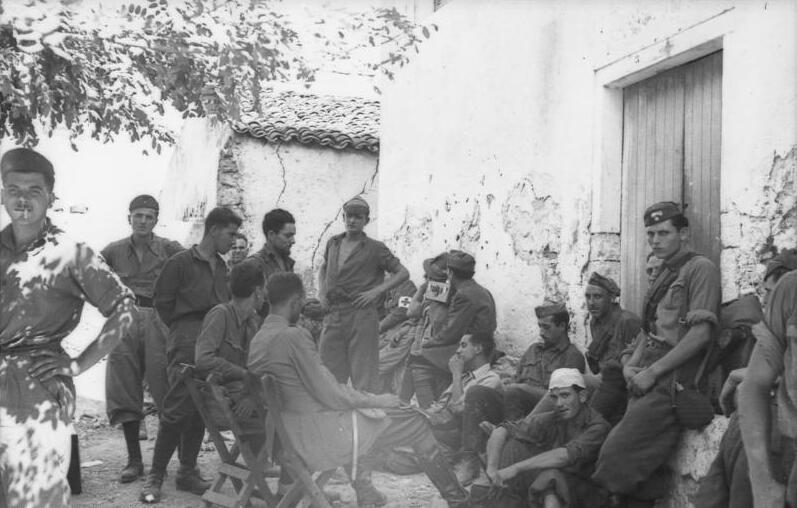
Soldats italians fets presoners pels alemanys a Corfú després de l'armistici del 8 de setembre

El nou govern de Badoglio va anunciar la seva intenció de continuar la guerra al costat dels alemanys, però va iniciar secretament negociacions diplomàtiques amb els aliats per sortir del conflicte, que va culminar amb l'armistici de Cassibile del 3 de setembre de 1943. L'anunci de l'armistici el va donar Badoglio als italians el vespre del 8 de setembre següent mitjançant una proclamació a la ràdio: immediatament després del rei, Badoglio i els líders de les forces armades van abandonar la capital per refugiar-se al sud d'Itàlia. L'anunci de l'armistici no va sorprendre als alemanys, que feia temps que s'estaven preparant per als italians a una cara aproximada: aquell mateix vespre la Whehrmacht va llançar l'operació Achse, desarmant i convertint en presoners les unitats italianes a la península, als Balcans i al sud de França. Diverses unitats italianes es van oposar als alemanys, però pràcticament sense ordres des de dalt, la seva resistència era massa fragmentada i desorganitzada; Roma va ser capturada pels alemanys el 10 de setembre, trobant només resistències esporàdiques. Un gran nombre d'avions de la Regia Aeronautica van aconseguir escapar de la captura traslladant-se als aeroports controlats pels aliats; el mateix va fer el gruix de l'equip de batalla de la Regia Marina, que va partir de La Spezia per lliurar-se, com volien les clàusules d'armistici, als aliats de Malta, encara que durant el trasllat el cuirassat Roma va ser enfonsat a la costa d'Asinara per avions alemanys.

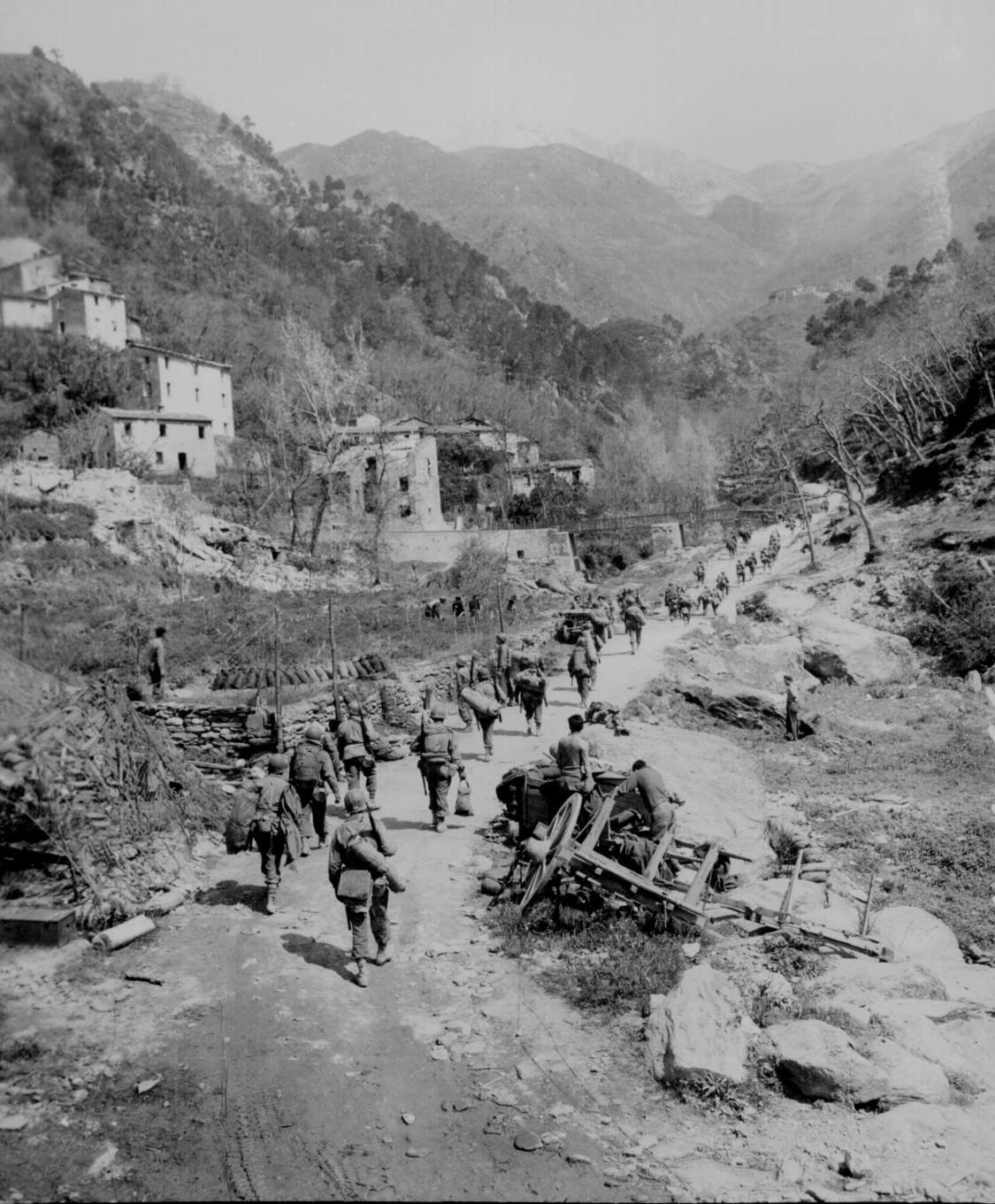
Les tropes aliades del 370è Regiment d'Infanteria dels Estats Units van avançar prop de Prato, l'abril de 1945

Mentre el desarmament de l'exèrcit italià estava en curs, el 9 de setembre al matí els aliats van llançar la invasió de la Itàlia continental desembarcant a Salern (operació Avalanche) i Tàrent (operació Slapstick): les unitats del grup C de l'exèrcit alemany del general Kesselring va contraatacar les unitats americanes que van desembarcar a Salern, mantenint-les ancorades el temps suficient per permetre una retirada ordenada cap al nord; la ciutat de Nàpols, que es va aixecar contra els alemanys el 27 de setembre, va ser superada pels aliats l'1 d'octubre següent. Les tropes de Kesselring van replegar-se sobre la línia Gustav entre el Garigliano i el Sangro: durant cinc mesos, de gener a maig de 1944, les forces aliades van intentar forçar la línia prop de Cassino, donant lloc a quatre batalles diferents en què les unitats italianes també van participar per primera vegada del Primer Agrupament Motoritzat Un intent aliat per eludir la línia desembarcant a Anzio (Operació Shingle) va acabar en un punt mort a causa de la ràpida reacció de les unitats del general Eberhard von Mackensen; només a finals de maig, amb un doble assalt al front Cassino i Anzio, els aliats van poder forçar la línia Gustav, arribant a Roma el 5 de juny i obligant els alemanys a retirar-se a la línia gòtica.

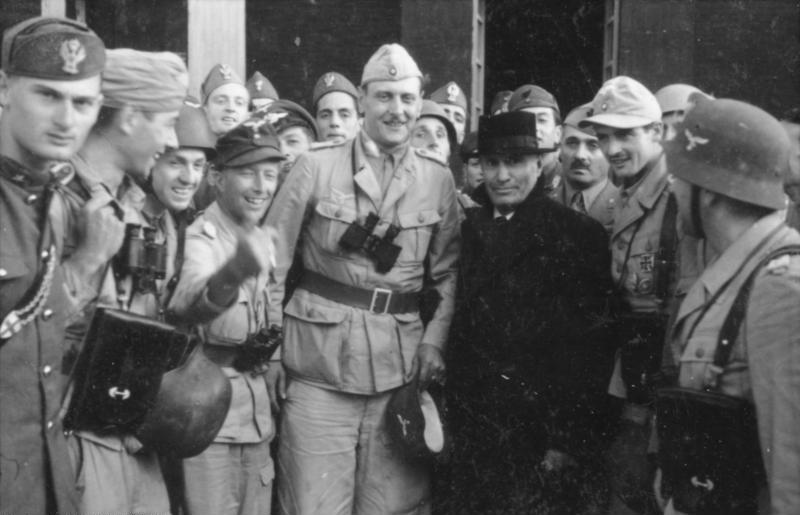
L'alliberament de Mussolini, que va tenir lloc el 12 de setembre de 1943 a Campo Imperatore, al Gran Sasso (a la dreta del Ducce es troba el Hauptsturmführer Otto Skorzeny)

Després d'alliberar Mussolini de la seva captivitat a Campo Imperatore el 12 de setembre, els alemanys van establir un govern titella al nord d'Itàlia, la República Social Italiana (RSI), per administrar els territoris ocupats. Les forces armades de la RSI es van utilitzar intensament contra el creixent moviment partisà desenvolupat a les regions nord i central de la península: actuant amb tàctiques guerrilleres i proveïts d'armes i equipament pels aliats, els partisans italians van atacar les línies de comunicació i la rereguarda dels alemanys, danyant el seu esforç militar. Les unitats italianes també van lluitar a la primera línia, tant al costat dels alemanys (com el batalló Barbarigo, emprat a Anzio i després contra els partisans iugoslaus al Friül) com al costat dels aliats (com el Cos d'alliberament italià, emprats junts al front adriàtic) amb les unitats del 8è exèrcit britànic).
Des de l'agost de 1944 el front va romandre gairebé estacionari al llarg de l'última línia de defensa alemanya, la línia gòtica; ara l'interès aliat s'havia traslladat a França i l'italià s'havia convertit en un front secundari. El setembre de 1944 els britànics van intentar una ofensiva al costat oriental de la línia gòtica (Operació Olive), però malgrat diverses conquestes territorials el front no es va trencar. L'ofensiva final aliada al front italià només va començar el 6 d'abril de 1945: les tropes americanes van trencar el front alemany davant de Bolonya, mentre els britànics es van obrir camí a través de les valls de Comacchio. El 25 d'abril, el CLN (màxim òrgan de govern del moviment partisà) va donar l'ordre d'insurrecció general per a tot el nord d'Itàlia: els grups partisans van prendre possessió de diverses ciutats, incloses Milà, Torí i Gènova, mentre que els alemanys intentaven retirar-se a Alemanya. La rendició incondicional de les forces de l'Eix es va signar el 2 de maig de 1945, marcant el final oficial de la Segona Guerra Mundial a la península; entre les darreres accions bèl·liques, el mateix 2 de maig, les tropes neozelandeses van arribar a Trieste gairebé al mateix temps que els partisans iugoslaus, que també van cometre delictes greus contra la població italiana coneguts col·lectivament com a "massacres de les dolines".

### La França de Vichy i el desembarcament aliat a Provença
Després de l'armistici, França va romandre parcialment ocupada pels alemanys; la part sud va romandre gairebé completament sota el control del govern de Pétain, amb la capital Vichèi i la flota bloquejada a Toló i estretament vigilada per alemanys i italians. Després del desembarcament al nord d'Àfrica, les forces de l'Eix van intentar fer-se càrrec de la flota, però el pla francès de desballestament va funcionar gairebé completament, i italians i alemanys van començar a reflotar els vaixells, però sense resultats pràctics per al conflicte. Mentrestant, els aliats havien aconseguit un control naval i aeri complet del Mediterrani, que van utilitzar per al desembarcament a la Provença, malgrat la impressionant línia defensiva alemanya de la muralla mediterrània, després de la qual les forces aliades van pujar ràpidament a França i es van unir a les forces que van desembarcar a Normandia.

### La campanya del Dodecanès
La campanya del Dodecanès va ser la sèrie d'esdeveniments bèl·lics que van conduir les tropes anglo-italianes estacionades al Dodecanès, llavors territori italià proper a Turquia, a rendir-se a les tropes alemanyes (en alguns casos hi va haver ferotges lluites com a Lero) i posteriorment al annexió a Grècia en el context de les reparacions de guerra. La manca d'informació i el poc nombre d'ordres rebudes després del 8 de setembre de 1943 van situar Inigo Campioni, governador del Dodecanès, les Cíclades i les Espòrades Septentrionals, en una situació difícil quan la Wehrmacht va exigir la seva col·laboració, sota l'amenaça de la divisió d'assalt "Rhodos" comandada pel general Ulrich Kleemann. Amb l'esperança que l'ajut britànic no arribés mai, Campioni va decidir entre diverses vacil·lacions resistir els alemanys, però, malgrat la superioritat numèrica dels italians, l'11 de setembre va haver d'alçar la bandera blanca i lliurar l'illa de Rodes a l'antic aliat.
La batalla de Leros va ser l'esdeveniment central de la campanya del Dodecanès. El conflicte va començar amb els atacs aeris alemanys el 26 de setembre i va culminar amb els desembarcaments el 12 de novembre, fins a la capitulació de les forces anglo-italianes quatre dies després. El 1942 el contralmirall Luigi Mascherpa va rebre el comandament de la base militar italiana present a l'illa, que allotjava un destructor, alguns MAS i 24 bateries d'artilleria costanera i antiaèria. També hi havia un aeroport a l'illa. El conjunt estava tripulat per uns 8.000 homes, majoritàriament mariners i soldats del 10è Regiment de la 50a Divisió d'Infanteria "Regina", la major part de les tropes havia capitulat a Rodes.
Després de la proclamació de Badoglio del 8 de setembre de 1943 que anunciava l'armistici italià, el contraalmirall Mascherpa va rebutjar la rendició a les tropes alemanyes i, amb l'ajut d'un destacament de 3.000 o 4.000 soldats britànics comandats posteriorment pel general Robert Tilney, va organitzar la resistència. Entre les unitats contractades pels alemanys, hi havia diverses tropes especials pertanyents a la divisió de  Brandenburg i alguns Fallschirmjäger(paracaigudistes). La resta de tropes van ser desarmades i els més afortunats van ser enviats a camps de presoners a Alemanya, però un gran nombre va morir durant l'enfonsament dels vaixells que els transportaven a causa de torpedes o mines; una part de la guarnició, present a les illes menors, va aconseguir escapar a Turquia on va ser internada fins al final de la guerra. Campioni, que s'havia negat a ordenar la rendició a les altres illes dependents d'ell, va ser traslladat a Alemanya i després a Parma, on va ser jutjat per un tribunal de la República Social Italiana i afusellat el 24 de maig de 1944.

## Balanç final
Les hostilitats a Europa van acabar abans de les de l'Extrem Orient, amb la capitulació de les forces de l'Eix i el derrocament de tots els règims que hi estaven connectats, a Itàlia, Alemanya, Iugoslàvia i França; una part de les tropes aliades van ser enviades al Pacífic per continuar la guerra contra el Japó, mentre que una altra part estava preparada per fer front al que aviat es convertiria en el nou enemic, la Unió Soviètica.
Itàlia es va veure obligada a cedir el Dodecanès a Grècia, part de Venècia Júlia a la nounada República Federal Socialista de Iugoslàvia i Brig i Tenda a França; també es va reconèixer la independència d'Albània, ara liderada pel primer ministre Enver Hoxha, i es va signar la renúncia a l'imperi colonial. La zona de Trieste i Koper estava dividida en dues zones, una administrada pels angloamericans i l'altra pels iugoslaus. La zona A del Territori Lliure de Trieste no tornaria a la plena possessió italiana només el 1954.
L'esmentada República Socialista Federal de Iugoslàvia, tot i que s'havia alliberat sense la intervenció directa de les forces dels aliats occidentals, que tanmateix havien donat suport a la lluita partidista amb subministraments aeris, a la qual fins i tot les formacions irregulars italianes havien contribuït després del 8 de setembre de 1943, va promoure l'anomenat "moviment de països no alineats", és a dir, les nacions que no pretenien formar part dels diferents blocs, i va començar la fricció a la frontera amb Itàlia pel territori lliure de Trieste. A Grècia, la monarquia va recuperar el poder però va haver de contrarestar un fort moviment guerriller per part de moviments comunistes com ELAS; Egipte va tenir problemes similars, combinats amb el de l'ocupació francesa i britànica per a l'explotació del canal de Suez, mentre que a Líbia es va establir una monarquia constitucional sota Idris I de Líbia, que havia cooperat amb els aliats durant la guerra.